# دم‌نوش

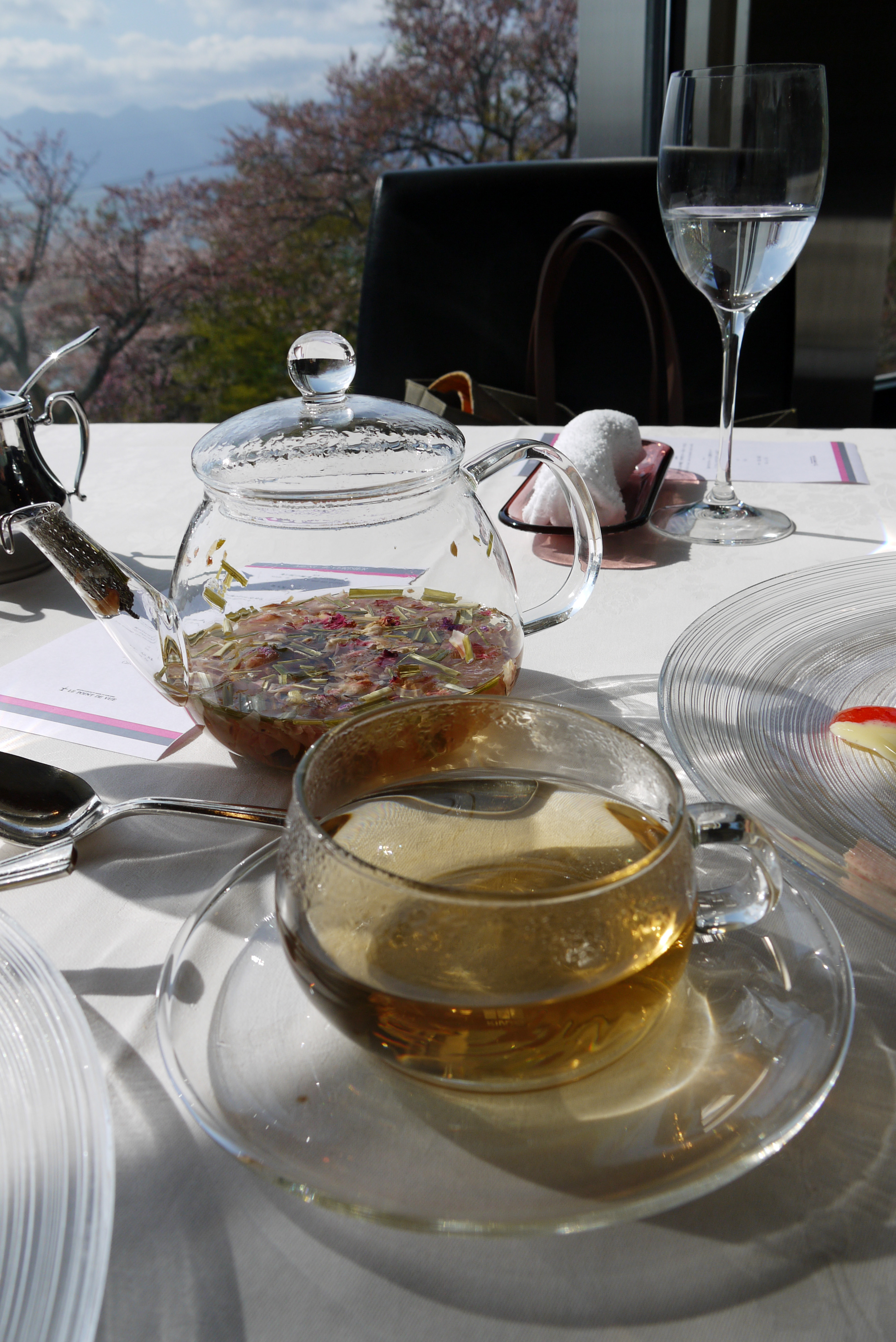
دمنوش ترکیبی در رستورانی در ژاپن

دَم‌نوش گونه‌ای نوشیدنی است که در آن جزئی از گل، برگ، ساقه، ریشه، دانه، پوستِ میوه یا اجزای دیگر گیاهان دارویی که قابل حل در آب است، به صورت خشک یا تازه مورد استفاده قرار می‌گیرد. دم کردن یا گرفتن عصاره به وسیلهٔ آب متداول‌ترین و قدیمی‌ترین روش به کار بردن داروهای گیاهی است. روش تهیه به این صورت است که ابتدا گیاه را که به طرز صحیحی خرد شده در آب جوش می‌ریزند، سپس آن را به مدت ۵–۳ دقیقه در یک ظرف در بستهٔ شیشه‌ای یا چینی می‌گذارند و گاهی آن را هم می‌زنند و سپس مایع را از کاغذ صافی یا الک با شبکهٔ ریز عبور می‌دهند.
در ایران در سال‌های اخیر دم‌نوش‌های گیاهی و میوه‌ای مورد استقبال و مصرف برخی خانوارها قرار گرفته است. این استقبال دلایل مختلفی دارد. برخی برای نفع درمانی از این دم‌نوش‌ها استفاده می‌کنند. تعدادی برای تنوع بخشیدن به نوشیدنی روزانه، آن را مصرف می‌کنند و بعضی هم به خاطر اینکه دم‌نوش را یک نوشیدنی شیک می‌دانند، برای پذیرایی از آن استفاده می‌کنند.
تاریخچهٔ دم‌نوش را نمی‌توان از تاریخچهٔ گیاهان دارویی جدا کرد. اگرچه گیاهان دارویی منشأ طبیعی دارند و در مقایسه با داروهای شیمیایی عوارض کم‌تری ایجاد می‌کنند، اما مصرف بی‌رویه یا غیرعلمی برخی از این گیاهان می‌تواند موجب عوارض ناخواسته و حتی مسمومیت‌های شدید گردد؛ بنابراین مصرف دم‌نوش‌ها نیز همانند داروهای شیمیایی باید با آگاهی و پس از اطلاع از سازوکار عمل آن‌ها باشد. برای نمونه، مصرف گل گاوزبان ایرانی به‌تنهایی در افرادی که فشار خون بالا دارند، می‌تواند به‌شدت مخاطره‌انگیز باشد. مادران باردار یا شیرده تنها پس از مشاوره با پزشک، مجاز به مصرف دم‌نوش‌ها هستند. در دم‌نوش‌های ترکیبی معمولاً چند گیاه جهت یک رسیدن یک منظور و هدف با هم ترکیب می‌شوند، برای مثال گروهی از دم‌نوش‌های ترکیبی انرژی‌زا هستند و بعضی دیگر کم‌کنندهٔ فشارخون و گروهی دیگر آرام‌بخش هستند که برخلاف انرژی‌زاها که ضربان قلب و انرژی را افزایش می‌دهند، به آرامش و تنش‌زدایی از بدن کمک می‌کنند.

## تعریف و خصوصیات
دم‌نوش نوعی نوشیدنی است که در آن جزئی از گل، برگ، ساقه، ریشه، دانه، پوستِ میوه یا اجزای دیگر گیاهان دارویی که قابل حل در آب است، به صورت خشک یا تازه مورد استفاده قرار می‌گیرد. بیشتر دم‌نوش‌ها فاقد کافئین هستند.
به نوشیدنی ساخته شده از گیاهان دارویی و ادویه‌جات دم‌نوش گفته می‌شود.
تفاوت دم‌نوش با چای
چای نوعی نوشیدنی است که از برگ گیاهی به نام کاملیا سیننسیس تهیه می‌شود. مانند چای سیاه یا چای سبز اما دم‌نوش یا چای گیاهی از برگ، گل، پوست درخت (مانند دارچین)، میوه، ریشه یا دانهٔ گیاهانی به‌خصوصی به غیر از کاملیا سیننسیس تهیه می‌شود.
تفاوت دمنوش با جوشانده
در دم‌نوش گیاه را کمی کوبیده و در آب جوشیده شده به مدت چند دقیقه با در بسته، روی بخار ملایم قرار می‌دهند و بعد صاف می‌کنند. نوشیدنی حاصل از گل گاوزبان، گل ختمی، به لیمو، سنبل الطیب نوعی دمنوش گیاهی است. در مقابل اگر گیاه را مستقیم با آب سرد یا گرم بجوشانند، جوشانده‌ای به‌دست می‌آید که خاصیت و اثر آن قوی تر از دم‌نوش است، چرا که حین جوشاندن مواد بیشتری از گیاه خارج می‌شود.
بسیاری از گیاهان باید به صورت دم کرده‌استفاده شود و اگر بر اثر ناآگاهی یا غفلت جوشانده شود، خاصیت آن تغییر می‌کند و گاهی موادی از گیاه آزاد می‌شود که دارای عوارض ناگواری خواهد بود.
تفاوت دم‌نوش با عرقیات گیاهی
عرقیات گیاهی، از تقطیر اسانس ریشه، پوست یا گلبرگ گیاهان طبی در آب حاصل می‌شود، نظیر گلاب و عرق نعناع.
اجزای گیاهی مورد استفاده
از اجزای مختلف گیاه در تهیه چای استفاده می‌شود، برای نمونه:
برگ: ریواس، گل شاه پسند، نعناع
گل: اسطوخودوس، گل رز، گل بابونه
دانه: رازیانه و هل

پوست: دارچین و درخت بید
ریشه: کاسنی، زنجبیل و زردچوبه
میوه: سیب، هلو، زغال اخته و غیره در تهیه دم‌نوش بکار برده می‌شود.
رنگ
دم‌نوش هر گیاه و میوه رنگی خاص به خود دارد. باید توجه داشت که در برخی موارد کشیدن خط تفکیکی بین رنگ‌های زرد و نارنجی یا قهوه‌ای کم رنگ مشکل است و با گذشت زمان رنگ چای تغییر کرده و پررنگ‌تر خواهد شد. رنگ دم‌نوش را می‌توان به رنگ‌های زیر تفکیک کرد:

چای قرمز: نمونه چای ترش، رز، میوه گل رز

چای زرد: بادیان رومی، یونجه، سنبل ختایی (انجلیکا)

چای نارنجی: سرخارگل، آقطی سیاه، گلرنگ

چای قهوه‌ای: دارچین، فرنجمشک، ماته (نوع سیاه)

چای آبی: پنیرک، اسطوخودوس (لاوندا)، گل گندم (رنگ آبی چای فقط مدتی دوام دارد و اگر زمان زیادی از افزودن آبجوش بگذرد چای تغییر رنگ خواهد داد)

## طبقه‌بندی
دم‌نوش‌ها را می‌توان بر اساس خواص درمانی طبقه‌بندی کرد. برخی از خواص درمانی دم‌نوش‌ها عبارتند از:
| خواص درمانی                    | نام چای |
| ------------------------------ | --- |
| رفع خستگی چشم                  | چای‌های گل عینک (چشمک)، جو دوسر، قاشقک، چای ترش، سنبل الطیب (والرین)، بلوبری، ماته و فرنجمشک |
| کاهش علائم یائسگی              | چای‌های سنبل ختایی (انجلیکا)، جو دوسر، بابونه آلمانی، گلرنگ (کاجیره)، گل ساعتی، سنبل الطیب (والرین)، رازک، گل همیشه بهار، اسطوخودوس (لاوندر)، چای نمدار (زیرفون)، شبدر قرمز، فرنجمشک، انواع چای رز، رزماری و پنج انگشت |
| آرامبخش                        | چای‌های پونه کوهی (اورگانو)، پوست مرکبات، آب قاشقی، گشنیز، گلرنگ، مرزه، جینسنگ سیبری، بابونه آلمانی (پر اثر)، یاسمین، قاشقک (پر اثر)، سوسنبر، گل راعی، شوید، گل ساعتی (پر اثر)، سنبل الطیب (پر اثر)، توت مار، گل شاه پسند، رازک، ماته، اسطوخودوس (لاواندا) (پر اثر)، نمدار (پر اثر)، به لیمو، فرنجمشک (پر اثر)، رزماری، رز گالیکا |
| بهبود سرماخوردگی               | چای‌های گل عینک، بادیان رومی، سنبل ختایی، سر خار گل (پر اثر)، زنجبیل شامی، آقطی سیاه (پر اثر)، جو دوسر، بادیان رومی، پونه کوهی (اورگانو)، نعناع گربه‌ای، کهن‌دار (جینکو)، خوک طلایی، گل گندم، هماور طبی، دارچین (پر اثر)، جینسنگ سیبری، بابونه آلمانی، زنجبیل (پر اثر)، بادیان ختایی، نخلک اره‌ای، آویشن (پر اثر)، کاسنی، پیاز کوهی، چای ترش، بابا آدم، زرشک معمولی، بابونه گاوی (پر اثر)، زوفا (پر اثر)، پونه)، گاو زبان اروپایی، گل همیشه بهار، گل ماهور، پنیرک، بومادران معمولی، برگ تمشک قرمز، شیرین بیان، نمدار، فرنجمشک، اوکالیپتوس (پر اثر) |
| نامنظمی قاعدگی و قاعدگی دردناک | چای‌های سنبل ختایی (پر اثر)، پامچال شب، گلرنگ، دارچین، بابونه آلمانی (پر اثر)، شاه افسر، مریم گلی، سوسنبر، تخم کرفس، سنبل الطیب (پر اثر)، پنج انگشت، گزنه دوپایه، ریحان، پونه، مرزنگوش، گل همیشه بهار (پر اثر)، اسپیره (عروس چمنزار)، بومادران معمولی، برگ تمشک قرمز، پامچال شب (پر اثر)، اسطوخودوس (لاواندا)، پای شیر، علف لیمو، فرنجمشک (پر اثر)، افسنتین، توت فرنگی وحشی |
| خواب‌آور                        | چای‌های پوست مرکبات، جینسنگ سیبری، بابونه آلمانی (پر اثر)، قاشقک، گل راعی، شوید، ریحان، گل ساعتی (پر اثر)، گل ساعتی (پر اثر)، سنبل الطیب (پر اثر)، گل شاه پسند، نعناع فلفلی، زالزالک خارتیز، رازک، مرزنگوش، اسطوخودوس (لاواندا)، نمدار، به لیمو، فرنجمشک (پر اثر) |
| بهبود تمرکز حواس               | چای‌های کهن‌دار (جینکو)، آب قاشقی، آویشن، ریحان، ماته، رزماری، سرخه ولیک (زالزالک برگ‌ریز) |

## تاریخچه
دم کردن یا گرفتن عصاره به وسیلهٔ آب متداول‌ترین و قدیمی‌ترین روش به کار بردن داروهای گیاهی است. تاریخچهٔ دم‌نوش را نمی‌توان از تاریخچهٔ گیاهان دارویی جدا کرد.

## قواعد مصرف

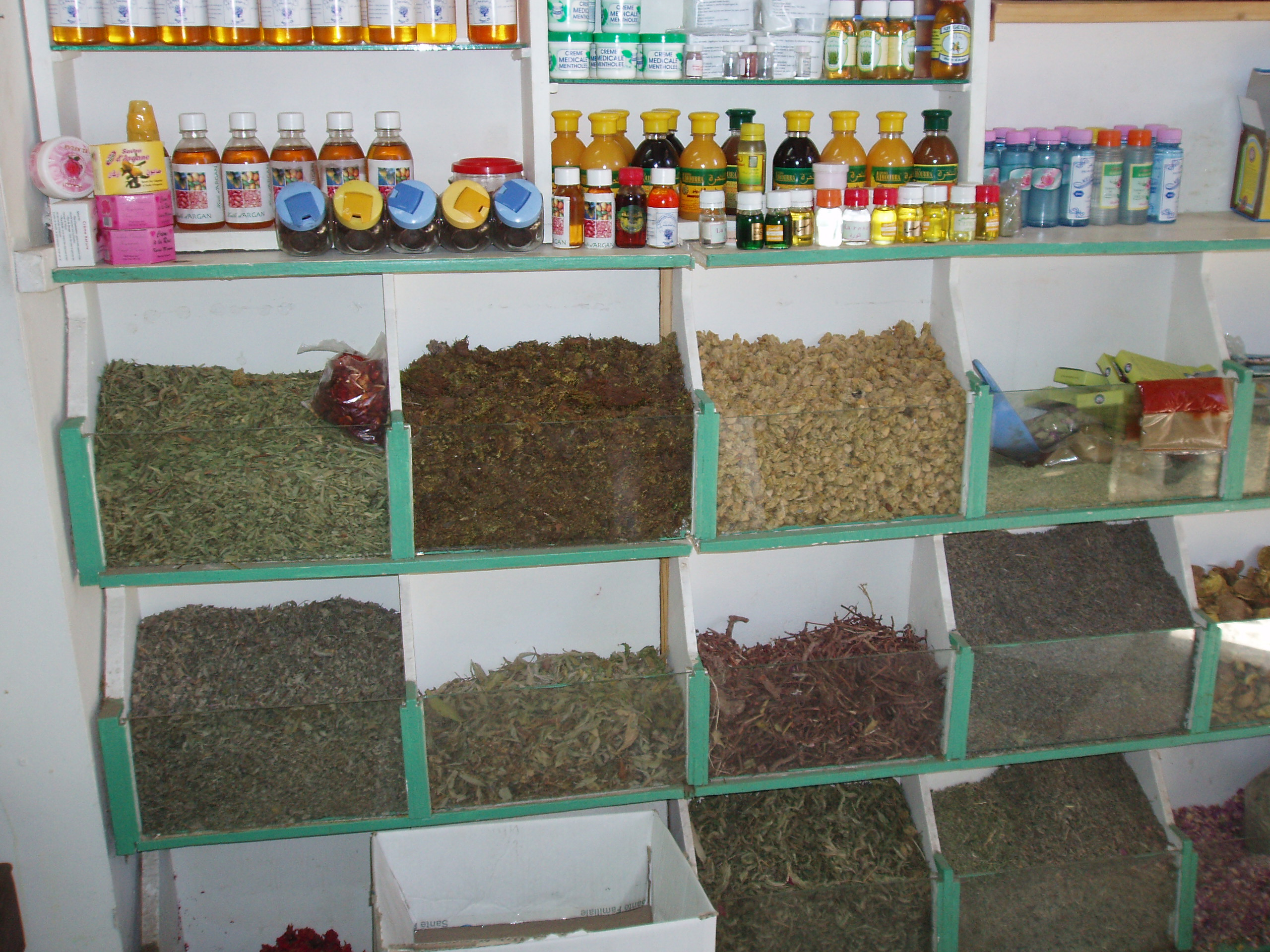
تصویری از گیاهان دارویی در یک عطاری

مصرف بیش از حد گیاهان دارویی موجب بروز عوارضی در بدن می‌شود و این تصور که گیاهان دارویی بدون عوارض است، تصور غلطی است.
اگرچه گیاهان دارویی منشأ طبیعی دارند و در مقایسه با داروهای شیمیایی عوارض کمتری ایجاد می‌کنند اما مصرف بی‌رویه یا غیرعلمی برخی از این گیاهان می‌تواند موجب عوارض ناخواسته و حتی مسمومیت‌های شدید گردد؛ بنابراین مصرف گیاهان دارویی نیز همانند داروهای شیمیایی باید با آگاهی و پس از اطلاع از سازوکار عمل آن‌ها باشد. به‌ویژه در مورد کودکان و سالمندان مصرف این گیاهان باید با احتیاط بیشتری همراه باشد. از این‌رو در کشورهای پیشرفته نظارت دقیقی بر تولید و توزیع این گیاهان صورت می‌گیرد. برای مثال سازمان غذا و دارو آمریکا (معروف به اف‌دی‌اِی FDA) همان شروط مربوط به داروهای شیمیایی را برای گیاهان دارویی نیز در نظر می‌گیرد. در زیر به برخی از این اصول در مورد تهیه، نگه‌داری و مصرف این گیاهان اشاره شده است:
- بسیاری از گیاهان دارویی ممکن است به میکروب‌ها، سموم کشاورزی، مواد ضدعفونی‌کنندهٔ گازی (مثل فسفین) و فلزهای سمی (مثل سرب، جیوه و آرسنیک) آلوده باشند.
- بهتر است این گیاهان را در جای سرد، خشک و دور از دسترس بچه‌ها حفظ نمود. ظروف پلاستیکی برای نگهداری گیاهان بودار مناسب نیستند. این ظروف می‌توانند اسانس فرار این گیاهان را جذب نمایند. همچنین، نباید از گیاهانی استفاده شوند که برای سال‌ها نگه‌داری شده‌اند.
- بهتر است افراد خود به جمع‌آوری گیاهان دارویی مبادرت نکنند مگر این‌که قادر باشند گیاه سمی را از غیر سمی تشخیص دهند. معمولاً به گیاهان دارویی کشت داده شده بیشتر می‌توان اعتماد نمود.
- گیاهان دارویی را نباید برای مدت طولانی استفاده کرد.
- پیش از مصرف هر نوع گیاه دارویی باید دستور دقیق مصرف و عوارض جانبی آن روشن باشد. این گیاهان نیز همانند سایر داروها نباید بیش از مقدار مجاز مصرف شوند. سمی بودن یک داروی گیاهی بسته به قسمت مورد استفادهٔ گیاه و روش تهیهٔ آن فرق می‌کند.
- مصرف هم‌زمان داروهای شیمیایی با گیاهی خاص ممکن است موجب بروز تداخل دارویی گردد؛ بنابراین باید پزشک را از مصرف این گیاهان مطلع نمود.[۱۹]
- گیاهان دارویی باید از منابع معتبر و مطمئن تهیه شوند. فروشندگان گیاهان دارویی باید اطلاعات و شناخت کافی در زمینهٔ خواص داروهای گیاهی داشته باشند. بهتر است داروهای گیاهی از مراکزی تهیه شوند که دارای مجوز یا عضو اتحادیه باشند.[۲۰]

در کشور ژاپن برای بسته‌بندی دم‌نوش‌ها شرایط زیر مقرر شده است: ذکر کشور محل کشت یا برداشت گیاه، ذکر نام علمی گیاه، ذکر قسمت مورد استفادهٔ گیاه از قبیل: گل، برگ، ریشه و غیره و ذکر تاریخ انقضای مصرف.

### استفاده در زمان شیردهی و بارداری
مادران باردار یا شیرده تنها پس از مشاوره با پزشک، مجاز به مصرف دمنوش هستند. در هنگام بارداری، بسیاری از گیاهان مورد استفاده در دم‌نوش می‌تواند مضر باشد. حتی ممکن است در اوایل حاملگی، احتمال سقط یا وزن کم هنگام تولد را افزایش دهد. برخی از این دم‌نوش‌ها مضر عبارتند از: یونجه، توت مار، افدرا، چای ترش، کاوا، علف لیمو، ریشه شیرین بیان، مریم گلی، برگ گزنه، گل ساعتی، بابونه رومی، رزماری، ساسافراس، نخلک اره‌ای و بومادران معمولی همچنین نوشیدن چای زعفران، چای دارچین، چای جوز هندی، چای زردچوبه، سنبل خطایی، پنجه گربه، مامیران بزرگ، پای خر، هماور، سنای اسکندریه، دکمه طلایی، پنج انگشت، چریش، گل شاه‌پسند، چای زرشک، بابونه گاوی، بابونه آلمانی، شنبلیله، چای پونه، درمنه، مر حجازی، انجدان رومی، افسنتین، تمشک قرمز (برگ تمشک قرمز فقط در چند ماه اول ممنوع است. در ماه‌های آخر به سهولت زایمان کمک می‌کند) و چای یاسمین در هنگام حاملگی مجاز نیست.
جهت ازدیاد شیر مادر بعد از زایمان، رازیانه (معروف‌ترین داروی طبیعی به منظور افزایش شیر مادر به‌شمار می‌رود)، زیره، قاصدک، برگ تمشک قرمز، خار مریم، شنبلیله، شوید و بادیان رومی توصیه می‌شود.

### عوارض مصرف بی‌رویه
مصرف داروهای گیاهی به اعتقاد پزشکان، عوارض نهفته‌ای دارد که برای مردم مشخص نیست و به همین دلیل، مصرف‌کنندگان فکر می‌کنند که مصرف این داروها روند بهبودی را سریع‌تر می‌کند. در همین حال برخی از بیماران نیز با مصرف داروهای گیاهی در دوران بیماری، درمان اصلی را به تعویق می‌اندازند. برخی گیاهان دارویی بسیار قوی یا سمی هستند و می‌توانند باعث از کارافتادگی کبد و حتی مرگ مصرف‌کننده شوند. برای نمونه تداخل دارویی برخی از گیاهان دارویی با داروهای شیمیایی ممکن است باعث افزایش خون‌ریزی شود. داروهای ضد انعقاد از قبیل: آسپرین یا وارفارین، از تشکیل لخته خون در داخل عروق جلوگیری می‌کند و بیماری‌های قلبی و سکته را کاهش می‌دهد. هنگامی که این داروها با گیاهان دارویی و مکمل‌ها ترکیب شوند، می‌توانند اثر ضد انعقادی را تشدید کرده و باعث افزایش خون‌ریزی شوند. برخی از دمنوش‌ها که با آسپرین و وارفارین تداخل ایجاد می‌کنند، عبارتند از: آلوئه‌ورا، بابونه، مریم گلی، گل مینا، سیر، زنجبیل، جینکو، جینسینگ و نخلک اره‌ای. بنابراین هنگام استفاده از آسپرین و وارفارین و دیگر ضد انعقادها لازم است با پزشک در مورد مصرف دمنوش مشورت شود.

## دم‌نوش‌های محبوب
در آمریکا مصرف گیاهان دارویی در دهه‌های اخیر افزایش چشمگیری داشته است. محبوبترین دم‌نوش‌ها در آمریکا به ترتیب عبارتند از: بابونه آلمانی (کامومیل)، سنای اسکندریه، زنجبیل، سر خار گل، قاصدک، کاوا، شیرین بیان، نارون قرمز، ریحان مقدس و شنبلیله.
بر اساس تحقیقی که از طرف دانشگاه علوم پزشکی تهران در مورد شایعترین گیاهان دارویی خریداری شده از عطاری‌ها در شهر تهران در سال ۱۳۸۷ انجام شده است، شایعترین گیاهان خریداری شده از عطاران که به صورت دمنوش نیز بکار می‌روند عبارتند از: گل گاوزبان ایرانی، سنبل الطیب، بنفشه، کاسنی، شاه تره، آویشن، پنیرک، گل ختمی، دارچین و زنجبیل.

## در فرهنگ کشورهای جهان

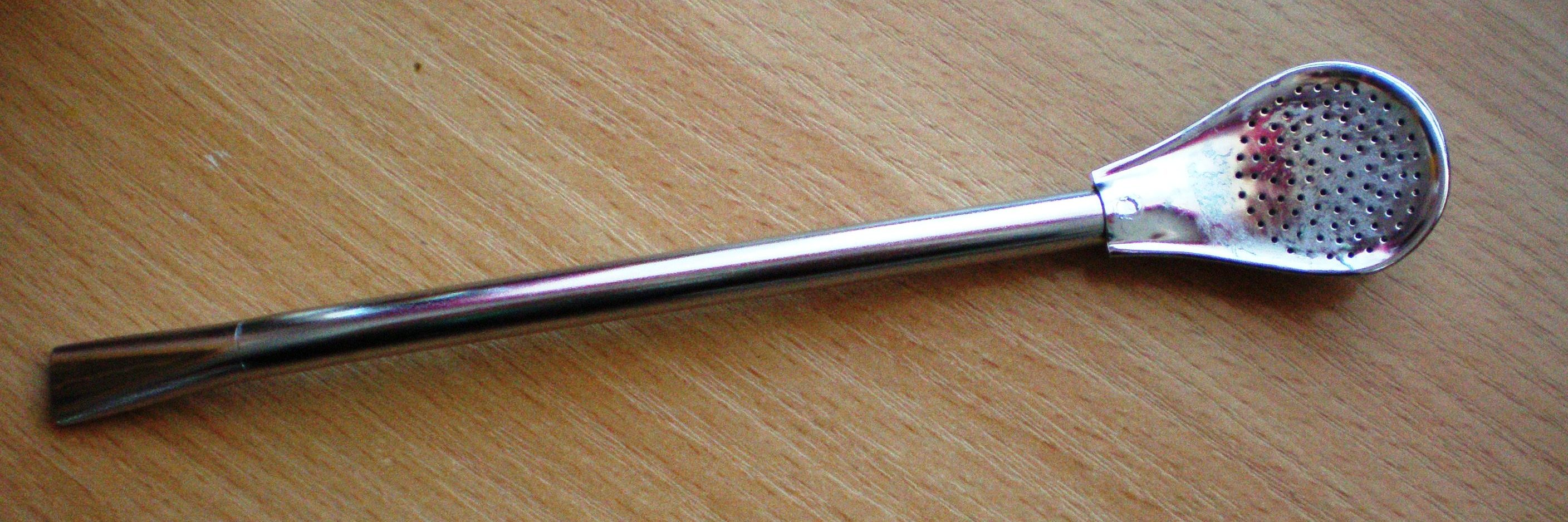
تصویری از بومبیلا، چای ماته به شکل سنتی توسط نی فلزی به‌خصوص به نام بومبیلا نوشیده می‌شود.

- در ایران در سال‌های اخیر دم‌نوش‌های گیاهی و میوه‌ای مورد استقبال و مصرف برخی خانوارها قرار گرفته است. دلایل این استقبال گوناگون است. برخی برای نفع درمانی از این دم‌نوش‌ها استفاده می‌کنند. تعدادی برای تنوع بخشیدن به نوشیدنی روزانه، آن را مصرف می‌کنند و برخی، نوشیدن دمنوش گیاهی را نوعی شیک بودن دانسته و جهت پذیرایی از آن استفاده می‌کنند.[۶] بر اساس تحقیقاتی که در سال ۹۲ در ایران به عمل آمده است. ۸/ ۴۱ درصد از کل گیاهان دارویی که توسط مردم استفاده می‌گردد به صورت دم کردنی بوده است.[۳۰]
- استقبال و رویکرد دوباره به چای‌های گیاهی، در ایالات متحده آمریکا از دهه ۱۹۶۰ (میلادی) آغاز شد. با پیدایش جنبشهای اجتماعی نظیر جنبش استعداد بشری و هیپی‌گری دور تازه‌ای از بازگشت به طبیعت در بین مردم آمریکا ظهور کرد و این موج به تدریج در سراسر جهان گسترش یافته و هنوز هم ادامه دارد.[۳۱]
- در کشورهایی مثل مراکش، تونس، ترکیه و مصر مصرف چای نعناع فلفلی همراه با شکر فراوان رواج بسیاری دارد. نعناع فلفلی برای رفع گرمازدگی و رفع خستگی چای مناسبی است.
- کشور آلمان از نظر مصرف چای گیاهی، رتبهٔ نخست را در جهان داراست. همچنین در این کشور، استفاده از میوه‌های خشک‌شده در چای‌های مخلوط رواج دارد. در این کشور، شرکت‌های متعددی در صنعت نوشیدنی‌های گیاهی در سطح بین‌المللی، فعال هستند و در سوپر مارکت‌های آن، فضای نسبتاً بزرگی به فروش چای گیاهی اختصاص داده شده است.
- در کشور سوئیس رسم است که برای خانمی که باردار شده است. چای رازیانه به عنوان هدیه فرستاده شود. رازیانه گیاهی است که موجب ترشح شیر مادر بعد از زایمان می‌شود.
- در کشور مصر و مکزیک که از مراکز تولید چای ترش به‌شمار می‌آیند، این چای برای رفع خستگی استفاده می‌شود. ورزشکاران دوی ماراتون کشور اتیوپی که خود یکی از کشورهای تولیدکنندهٔ این چای است، به جهت نوشیدن چای ترش شهرت دارند.
- چای ماته در کشورهای آمریکای مرکزی و آمریکای جنوبی از قدیم بین ساکنان اولیه این مناطق به عنوان «چای نشاط بخش» رواج داشته است. این چای حاوی مقادیر زیادی مینرال و ویتامین آ و ویتامین ث است. گیاه این چای هم به صورت سبز و هم به صورت حرارت داده شده و به رنگ سیاه موجود است. به‌طور سنتی این چای در کشورهای آمریکای جنوبی در درون یک لیوان به شکل کدو ریخته شده و توسط نی فلزی به‌خصوص به نام «بومبیلا» (Bombilla) نوشیده می‌شود.[۳۲]

## مواد مؤثر گیاهی
مواد شیمیایی گیاهی که قابل حل در آب هستند و در دم‌نوش‌ها مورد استفاده قرار می‌گیرند، عبارتند از:
- آلکالوئید بیشتر آلکالوئیدها به خاطر خواص روان درمانی خود، به عنوان مسکّن‌های قوی و آرامبخش، مشهورند. از لحاظ مزه تلخ به‌شمار می‌آید. گل ساعتی و چای ماته نمونه‌ای از چای‌هایی حاوی آلکالوئید هستند.
- زردینه (رنگیزه) این ماده مدّر و معرق است. شیرین بیان و بابونه آلمانی حاوی مقادیر زیادی زردینه هستند.
- پلی‌فنل دارای خاصیت آنتی‌اکسیدانی و ضدسرطانی توسط مهار کردن رادیکال‌های آزاد است. رادیکال‌های آزاد با حمله به غشا سیتوپلاسمی و نابود کردن آن، به دی ان ا دسترسی پیدا کرده و از طریق تغییر آن باعث بیماری‌هایی مثل سرطان می‌شوند. از بیماری تصلب شرائین جلوگیری می‌کند.
- تانن مهم‌ترین خاصیت تانن‌ها، قابض بودن آن‌هاست. از گیاهانی که حاوی تانن هستند می‌توان از تمشک قرمز نام برد.
- گلیکوزید در بهبود عملکرد قلب مؤثر است. مدر بوده و باعث بهبود سرفه می‌شود. یکی از گیاهان حاوی گلیکوزید علف جارو است.
- لیزاب (موسیلاژ) در حفظ مخاط گلو، دستگاه تنفسی و معده مؤثر است. در رفع اسهال و درد گلو بکار می‌آید. از گیاهان حاوی لیزاب پنیرک و گل ماهور می‌توان نام برد.
- ویتامین و مینرال، برخی از گیاهان دارویی از نظر داشتن انواع ویتامین و مینرال بسیار غنی هستند. برای مثال میوه گل رز ۴۰–۲۰ برابر لیمو ویتامین سی دارد.
- مواد تلخ ضمن تحریک اشتها، ترشح شیرهٔ معده و بزاق را نیز زیاد می‌کنند. برطرف‌کنندهٔ یبوست و تقویت‌کنندهٔ کبد هستند. قاصدک حاوی مقادیر زیادی مواد تلخ است.[۳۴]

## طرز تهیه و وسایل

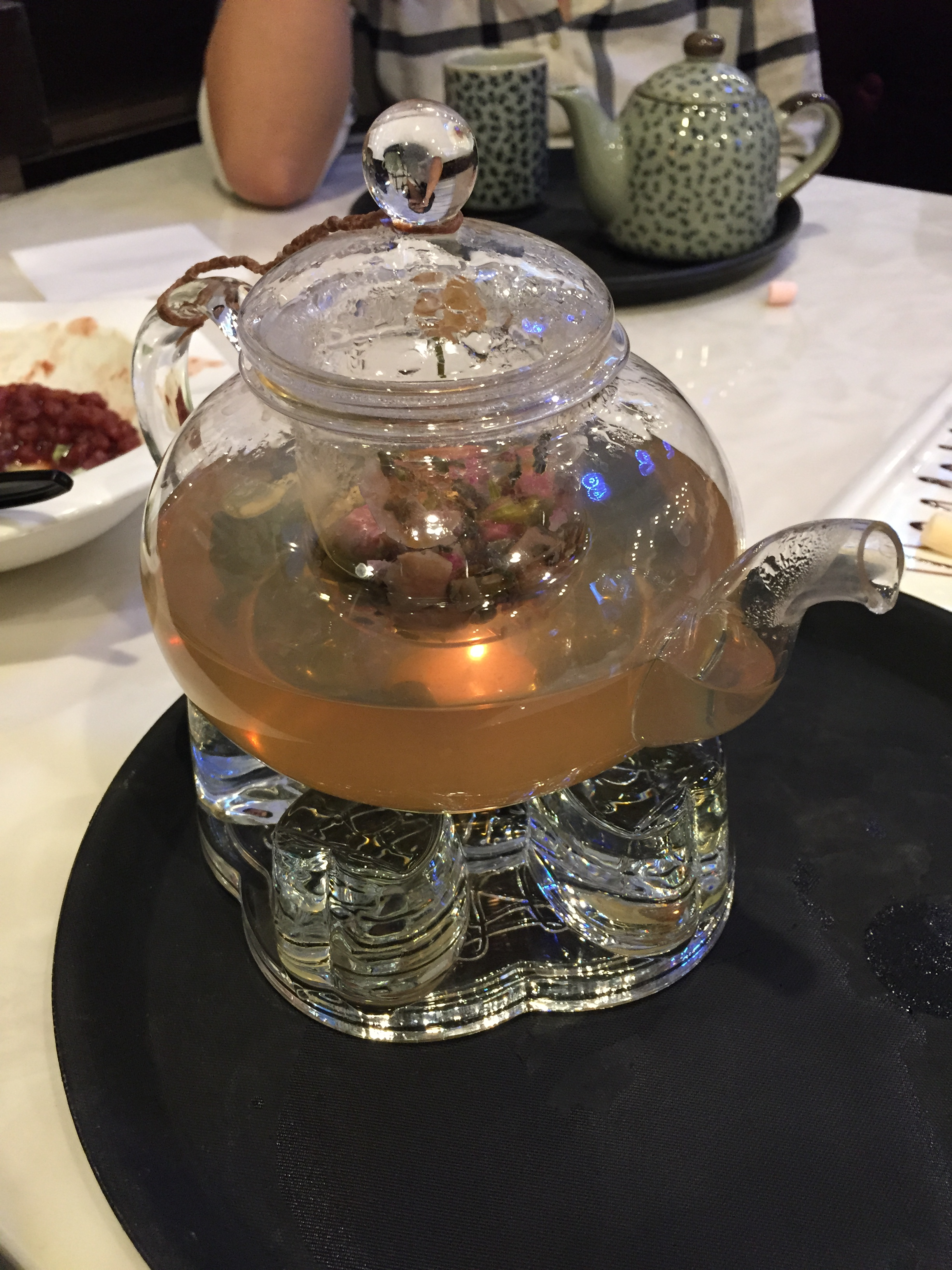
قوری شیشه‌ای حاوی دمنوش که بر روی چراغک یا ورمر شمعی قرار گرفته است.

روش تهیه دم‌نوش به این صورت است که ابتدا روی گیاه که به طرز صحیحی خرد شده آب جوش می‌ریزند، سپس آن را به مدت ۵–۳ دقیقه (در صورت استفاده از برگ یا گل) در یکی ظرف در بستهٔ شیشه‌ای یا چینی می‌گذارند و گاهی آن را هم می‌زنند و سپس مایع را از کاغذ صافی یا الک با شبکهٔ ریز عبور می‌دهند. در صورتی که از قسمت‌های سفت گیاه مانند ریشه یا میوه برای دمنوش استفاده شود، توصیه می‌شود که پس از خرد شدنِ ریشه یا میوه، حدود ۷ دقیقه در درون ظرف سربسته باقی بماند.
دمنوش را می‌توان به صورت چای گیاهی کیسه‌ای، گیاه یا میوه خشک شده، گیاه تازه یا چای سرد (با یخ) درست کرد. طرز تهیه دم نوش چای سرد مانند نوع بدون یخ دمنوش است با این تفاوت که مقدار آبجوشی که بر روی گیاه ریخته می‌شود یک سوم تا یک چهارم میزان بدون یخ است و محلول غلیظ‌تر است. بعد از ریختن آب جوش، محلول چند بار بهم زده شده و در ظرفی دردار مدتی به حال خود رها گذاشته می‌شود. هنگامی که مایع حرارت خود را از دست داد مایع از داخل ظرف در بسته به درون یک لیوان حاوی یخ ریخته می‌شود. در صورت استفاده از گیاه تازه چای زیباتر به نظر می‌آید اما از نظر داشتن خواص دارویی گیاه خشک شده به مراتب خواص بیشتری نسبت به گیاه تازه دارد.
وسایلی که استفاده از آن برای تهیهٔ دمنوش معمول است، عبارتند از:
- قوری برای دمنوش قوری‌های شیشه‌ای محبوبیت بیشتری دارند زیرا تغییرات رنگ و شکل گل و برگ در داخل آب قابل دید هستند. لولهٔ قوری بهتر است گشاد باشد تا مواد مورد استفاده از دمنوش به راحتی بتوانند خارج شوند.
- قاشق اندازه‌گیری برای اندازه‌گیری گیاهان خشک استفاده می‌شود.
- چای صاف کن بهتر است برای گرفتن تفاله‌های ریز انواعی از چای مانند بابونه آلمانی از چای صاف کن با سوراخ‌های بسیار ریز استفاده شود.
- دم‌کن قوری برای جلوگیری از کاهش دمای دمنوش داخل قوری بکار برده می‌شود.
- فنجان نوعی از فنجان چای که شیشه‌ای و بدون رنگ است جهت نوشیدن دمنوش بیشتر محبوبیت دارد.
- هاون کوچک و دستهٔ هاون جهت خرد کردن گیاهان دارویی و ادویه‌هایی که بکار برده می‌شود.
- چراغک یا ورمر شمعی وسیله خوبیست که می‌تواند چای را گرم نگه دارد. همچنین چراغک از نظر زیبایی هم محبوبیت دارد.[۴۰]

## انواع عمده در ایران
| نام به فارسی                                                                                  | نام علمی                                         | تصویر | قسمت مورد استفاده                             | توضیح |
| --------------------------------------------------------------------------------------------- | ------------------------------------------------ | ----- | --------------------------------------------- | --- |
| آقطی سیاه                                                                                     | Sambucus nigra                                   |       | گل                                            | شناخته‌شده‌ترین اثر این گیاه مداوای آنفلوآنزا و سرماخوردگی است. درد گلو را تسکین می‌بخشد همچنین تسکین دهنده عوارض ناشی از حساسیت فصلی است. (عرق‌آور است) و برای درمان ناراحتی‌های عصبی خفیف استفاده می‌کنند. |
| آویشن                                                                                         | Thymus vulgaris                                  |       | سرشاخه                                        | برای مصارف دارویی سرشاخه‌های این گیاه را در اوایل دورهٔ گلدهی جمع‌آوری می‌کنند سپس آن را در لایه‌های نازک در سایه یا در خشک کن با حداکثر ۳۰ درجه سانتیگراد حرارت خشک می‌کنند. دم کردهٔ آن به هضم غذا کمک می‌کند و ضد سرفه است. این گیاه تشنجات را تسکین می‌دهد و ضد بو است. |
| اسطوخودوس (لاواندا)                                                                           | Lavandula angustifolia (نام یکی از گونه‌های)      |       | ساقه و گل                                     | از آن به عنوان ملین سبک استفاده می‌شود همچنین این گیاه مسکن خفیفی است. |
| افسنتین                                                                                       | Artemisia absinthium                             |       | شاخهٔ برگ‌دار                                   | به صورت مخلوط برای تحریک اشتها، ترشح شیره معده و صفرا و علیه قولنجهای روده‌ای به کار می‌رود. مصرف طولانی این گیاه خصوصاً نوشابه‌های الکلی که از آن تهیه می‌گردد باعث ایجاد اعتیاد، از دست دادن حواس و حتی بیماری‌های عصبی درمان ناپذیر است. |
| بابونه آلمانی کامومیل                                                                         | matricaria recutita مترادف Matricaria chamomilla |       | گل                                            | در اصل این گیاه بومی کشور مصراست. از چند صد سال قبل برای درمان بی‌خوابی، دردهای عصبی، دردهای هنگام قاعدگی در زنان بکار می‌رود. به علت خاصیت جمع‌کنندگی رحم بهتر است در هنگام حاملگی مصرف نشود. بوی آن همانند بابونه رومی به سیب شیرین شباهت دارد اما از نظر طعم بابونه رومی اندکی طعم تلخی دارد. غنچه‌های بابونه آلمانی اثر ضد تورمی، ضدعفونی‌کننده، معرّق و مسکّن دارد این گیاه به‌خصوص در طب کودکان مورد استفاده است. دم کردهٔ آن برای درمان گریپ (تعریق‌کننده و آرام‌کننده)، ناراحتی‌های معده-روده‌ای یا اسهال بکار می‌رود. خصوصاً اثر ضدعفونی‌کنندهٔ آن در درمان ورم‌های مجاری ادراری مؤثر است. |
| بابونه رومی                                                                                   | Chamaemelum nobile                               |       | غنچهٔ گل                                       | باید دقت کرد که غنچه‌ها له نشوند. این گیاه سیستم اعصاب را آرام، تشنجات را کاهش و خصوصاً ناراحتی‌های زنانه را تسکین می‌دهند. |
| بابونه گاوی                                                                                   | Tanacetum parthenium                             |       | گل شکفته شده با کمی از سرشاخه                 | جوشاندهٔ آن کمک درمانی خوبی برای گریپ (عرق آور) است. همچنین در سوءهاضمه (ضد عفونی‌کننده و بادشکن) و دفع انگل‌های روده‌ای مؤثر است. این نوع بابونه دارای قدرت ضد تورمی نیست. |
| بادرنجبویه بادرشبو                                                                            | Dracocephalum moldavica                          |       | برگ                                           | گل آن شباهت به سر اژدها دارد. آرامبخش است و در تسکین سردرد تأثیر دارد. |
| بادیان ختایی                                                                                  | Illicium verum                                   |       | دانه                                          | طعم آن به ادویه شباهت دارد. پودر آن را می‌توان به قهوه اضافه کرد. برای گرم کردن بدن مؤثر است. نوشیدن این چای در هنگام شروع سرماخوردگی توصیه می‌شود همچنین در تسکین دل درد و افزایش شیر مادر هم تأثیر است. |
| بادیان رومی انیسون                                                                            | Pimpinella anisum                                |       | میوه و دانه                                   | برای مصارف دارویی میوه آن را پس از برداشت خشک می‌کنند بعد آن را می‌کوبند و دانه‌ها را جمع‌آوری می‌کنند. دانه‌های خشک شده را باید در ظرف‌های بسته و در محلی خشک نگهداری کرد. این گیاه را در ترکیباتی که دافع نفخ کودکان است به کار می‌برند و با اضافه کردن شکر به عنوان خلط‌آور در طب کودکان مصرف می‌شود. این گیاه همچنین اثر ضد تشنجی قوی دارد و کار غدد اندوکرین (غده درون‌ریز)، از جمله غدد شیری را تحریک می‌کند. |
| بنفشه سه‌رنگ                                                                                   | Viola tricolor                                   |       | سرشاخه                                        | این گیاه نرم‌کننده و خلط‌آور است و در ناراحتی مجاری تنفسی به کار می‌رود. همچنین معرق و مدر است. به دلیل تهوع‌آور بودن این گیاه، مصرف زیاد آن منع شده است. جوشاندهٔ آن دردهای روماتیسمی را تسکین می‌دهد و برای مداوای اگزما (به التهاب یا آماس پوست گفته می‌شود) نیز به کار می‌رود. بنفشهٔ سه رنگ انواع مختلفی با رنگ‌های گوناگون دارد. |
| بنفشه معطر                                                                                    | Viola odorata                                    |       | سرشاخه، گل و برگ                              | بنفشه را در جوشانده‌های مدر و ضد روماتیسمی به کار می‌برند. این گیاه برای مداوای ناراحتی‌های تنفسی، سیاه سرفه و زکام به کار برده می‌شود. |
| بومادران معمولی                                                                               | Achillea millefolium                             |       | اندام‌های جوان، شاخهٔ برگ‌دار و گاهی تنها گل آن  | از این گیاه در درمان داخلی برای ناراحتی‌های گاستریک (ورم معده)، اسهال و نفخ شکم و همچنین به عنوان عامل انعقاد خون و برای تسکین دردهای عادت ماهانه استفاده می‌کنند. باید تذکر داد که بومادران را نباید به مقدار زیاد یا در مدتی طولانی مصرف نمود. |
| به‌لیمو                                                                                        | Aloysia citrodora مترادف Aloysia triphylla       |       | برگ                                           | به چای به لیمو «چای جادویی» و «چای آرامش» نیز گفته می‌شود. برگ این گیاه در رفع تپش قلب، سردردهای یک طرفه، سرگیجه، حالات عصبی و خستگی‌های روحی بسیار مفید است. به لیمو برای تقویت معده بسیار مؤثر است که برای این منظور بهتر است همیشه به صورت دم کرده مانند چای مصرف شود. |
| پرسیاوشان                                                                                     | Adiantum capillus-veneris                        |       | کلیه قسمت‌های اندام هوایی آن                   | پرسیاوشان دارای اثر مدر بوده در درمان علائم سرماخوردگی و سرفه مورد استفاده قرار می‌گیرد. |
| پنج‌انگشت                                                                                      | Vitex agnus-castus                               |       | میوه                                          | گیاه پنج انگشت یا «فلفل بری»، برای زنانی که دوران یائسگی را سپری می‌کنند، مفید است. این گیاه گُرگرفتگی زنان را در دوران یائسگی کاهش می‌دهد همچنین برای رفع سندرم پیش از قاعدگی دختران مفید است. |
| پنیرک پنیرک قرمز                                                                              | Malva sylvestris                                 |       | برگ و گل                                      | گل‌ها اگر به‌طور صحیح خشک شوند به رنگ آبی در می‌آیند. به عنوان ملینی ضعیف به کار می‌برند. مواد لعابدار موجود در گل زخم‌های درونی، پارگی‌های مخاطی و اولسرهای معده (زخم معده) را التیام می‌بخشند. |
| پونه کوهی                                                                                     | Origanum vulgare                                 |       | برگ                                           | آرامبخش است و جهت رفع خستگی و سردرد مؤثر است. تسریع‌کننده عمل هضم است و نوشیدن چای آن بعد از غذا توصیه می‌شود. برای کم کردن سرفه مؤثر است همچنین تنظیم قاعدگی در زنان تأثیر دارد. |
| ترشک                                                                                          | Rumex crispus                                    |       | ریشه                                          | سابقاً از آن به علت دارا بودن املاح آهن برای رفع کم‌خونی دختران جوان و در کم‌خونی‌ها استفاده به عمل می‌آمده است. با مصرف آن تعداد گلبول‌های قرمز و در نتیجه مقدار گلبول خون افزایش می‌یابد. ریشه این گیاه اثر اشتهاآور، مدر و قابض (دارویی که یبوست ایجاد کند) دارد. |
| توت‌فرنگی وحشی                                                                                 | Fragaria vesca                                   |       | برگ                                           | از نظر داشتن آهن، کلسیم و املاح غنی است. |
| جو دوسر یولاف                                                                                 | Avena sativa                                     |       | دانه و گاهی اوقات کاه                         | دانه‌های خوشه رسیده را خشک می‌کنند و می‌کوبند. ترکیبی از ویتامین ب، اسید پانتوتنیک و کاروتن‌ها است. برای اشخاصی که دوران نقاهت پس از عمل جراحی‌های سخت یا اسهال‌های شدید را می‌گذرانند و نیاز به تجدید قوا دارند، مورد استفاده قرار می‌دهند. دم کردهٔ آن اشتها را تحریک می‌کند و دردهای گلو و سینه را کاهش می‌دهد. این گیاه اثر تقویت‌کننده دارد و خستگی‌های عصبی و اضطراب و بی‌خوابی مصرف می‌شود. فعالیت تیروئید را نیز کاهش می‌دهد. |
| چای ترش روزل                                                                                  | Hibiscus Sabdariffa                              |       | کاسبرگ                                        | بعد از ریختن گل کاسبرگ متورم شده و به شکل میوه در می‌آید. این کاسبرگ متورم شده برای درست کردن چای ترش مورد استفاده قرار می‌گیرد. رنگ چای به مانند یاقوت قرمز است هرچند که بر اساس محل کاشت رنگ آن تا حدودی تغییر می‌کند. در صورت تمایل و برای کم کردن طعم ترش آن با عسل مصرف می‌شود. حاوی سیتریک اسید و اسید تارتاریک است. نوشیدن آن برای رفع خستگی و سستی بدن مؤثر است. نوشیدن آن همراه با یخ نیز در فصل تابستان رایج بوده در رفع گرمازدگی تأثیر دارد. از آنجائیکه مقادیر زیادی پتاسیم دارد در افزایش ادرار مؤثر است. در رفع تورم بدن و از بین بردن خماری بعد از نوشیدن الکل مؤثر است. در جلوگیری از خستگی چشم یا رفع خستگی چشم تأثیر دارد. نوشیدن آن به کسانی که زمان زیادی از کامپیوتر استفاده می‌کنند توصیه می‌شود. حاوی مقادیر زیادی ویتامین سی است. |
| خار مریم (خار علیص)                                                                           | Silybum marianum                                 |       | دانه                                          | در رفع بیماری‌های کیسه صفرا مؤثر است و در صورت آسیب دیدگی بافت کبد آن را ترمیم می‌کند. |
| ختمی                                                                                          | Althaea officinalis                              |       | تمام قسمت‌ها، ریشه، برگ، گل                    | گل‌ها را باید قبل از باز شدن در صبح زود چید. ختمی یکی از مهم‌ترین گیاهان دارویی لعاب‌دار است. از دم کردهٔ آن در هنگام تورم مجرای تنفسی فوقانی به عنوان ضد سرفه و خلط‌آور و نرم‌کننده استفاده می‌شود. |
| دارچین                                                                                        | Cinnamomum verum                                 |       | پوست شاخه                                     | دارچین درختی است همیشه سبز به ارتفاع ۵ تا ۷ متر که از تمام قسمت‌های آن بوی معطر دارچین استشمام می‌شود. نخستین برداشت محصول از درختان پرورش یافتهٔ چهار ساله صورت می‌گیرد. پوست خشک شده دارچین به صورت قطعات لوله‌ای شکل در بازرگانی عرضه می‌شود. دارچین گرم‌کننده بدن است و تقویت‌کنندهٔ اعمال هضم و جریان گردش خون است و از آن برای رفع سوء هضم‌ها، مخصوصاً در مواردی که با نفخ همراه باشد به عنوان بادشکن استفاده می‌شود. برای کم کردن درد معده و اسهال مصرف می‌شود. خاصیت جمع‌کنندگی رحم داشته و برای درمان خونروی در فواصل قاعدگی و غیره مورد استفاده قرار می‌گیرد. بهتر است از مصرف آن در زمان حاملگی خودداری شود. |
| رازک                                                                                          | humulus lupulus                                  |       | گل‌های ماده گیاه                               | مخروط مادهٔ رازک، اثر مقوی، مقوی معده، آرام‌کننده (اثر اسانس) و ضد تشنج دارد و به علاوه مدر، معرق، تصفیه‌کنندهٔ خون ضدِکرم، تب بر، خواب‌آور و بر طرف‌کنندهٔ التهاب است. رازک اثر تسکین دهندهٔ تحریکات شهوانی دارد. |
| رازیانه                                                                                       | Foeniculum vulgare                               |       | دانه                                          | از قدیم به عنوان یک گیاه مؤثر جهت لاغر شدن مورد توجه بوده است در زبان یونانی به رازیانه (márathon) گفته می‌شود که معنی آن لاغر شدن است. رازیانه باعث کم شدن اشتها می‌شود. در بهبود یبوست و کم شدن گازهای جمع شده در شکم مؤثر است. گیاهی کاملاً شناخته شده در زیاد شدن شیر مادر است اما بخاطر اثراتی که در رحم دارد در دوران حاملگی باید از مصرف زیاد آن خودداری شود. به صورت چای به تنهایی یا همراه با عسل در درمان سرفه بکار می‌رود. |
| راعی (علف چای یا هوفاریقون یا هوفاریتون)                                                      | Hypericum perforatum                             |       | برگ                                           | در رفع بیماری افسردگی و بی‌خوابی مؤثر است. اضطراب و عصبانیت را از بین برده در نتیجه باعث بالا رفتن قدرت تمرکز می‌شود. |
| رز گونه‌های نمونه رز گالیکا گل گلاب رز سنتیفولیا                                               | Rosa gallica                                     |       | گل                                            | رزهایی که برای تهیه چای استفاده می‌شوند از نوع رزهای باغی قدیمی هستند و انواع رزهای باغی جدید برای درست کردن چای بکار نمی‌رود. رز بر روی اعصاب اثر قوی دارد و در هنگام ناراحتی و نگرانی نوشیدن آن باعث آرام شدن اعصاب خواهد شد. در برطرف کردن درد هنگام قاعدگی، نامنظمی قاعدگی و عوارض ناشی از یائسگی مؤثر است. همچنین در درمان گلو درد بکار می‌رود. |
| رومارن رزماری اکلیل کوهی                                                                      | Rosmarinus officinalis                           |       | برگ، گل و ساقه                                | اثر محرک رزماری روی سیستم اعصاب مرکزی برجسته است. از رزماری به صورت خوراکی در درمان اضطراب، سردرد و میگرن استفاده می‌شود. مصرف رومارن در موارد ضعف عمومی، خستگی مفرط و بیحالی بیمار در دوران نقاهت مفید تشخیص داده شده است. در بهبود گردش خون مؤثر است و نوشیدن آن در صبح به‌خصوص در کسانی که فشار خون پایین دارند، توصیه می‌شود. در بالا بردن قدرت تمرکز و حافظه تأثیر دارد. کسانی که فشارخون بالا دارند بهتر است از نوشیدن آن به‌طور مفرط و به مدت زیاد حذر کنند. |
| ریحان                                                                                         | Ocimum basilicum                                 |       | برگ و سرشاخه‌های جوان و گلدار                  | این گیاه به عنوان شاه گیاهان دارویی شهرت دارد. در غالب نواحی مردابی که پشه و حشرات فراوان دارد، گلدان آن در دهانه پنجره منازل، جهت دفع حشرات گذاشته می‌شود. ریحان در تقویت عمل دستگاه هضم، تسریع عمل هضم، از بین بردن نفخ، دل درد یا استفراغ مؤثر است و به کسانی که معدهٔ ضعیف دارند توصیه می‌شود. |
| زالزالک برگ‌ریز                                                                                | سرخه ولیک Crataegus monogyna                     |       | میوه                                          | میوهٔ آن را با دست و بدون دم می‌چینند و با سرعت خشک می‌کنند در غیر اینصورت به سرعت کپک می‌زند. برای درمان فعالیت‌های قلبی، آرتریوسکلروز (ضخیم‌شدن و سفتی دیوارهٔ سرخرگ)، ناراحتی قلبی به علت اشکالات عصبی، میگرن، بی‌خوابی و تنظیم فشارخون به کار می‌برند. منحصراً باید تحت نظر پزشک مصرف شود. |
| زالزالک زرد                                                                                   | کیالک Crataegus azarolus                         |       | موه                                           | معمولاً پایه چای ترکیبی هلو یا توت، کیالک است و در واقع چای کیالک را با هلو یا توت خوش‌طعم کرده‌اند. این دمنوش وضع جریان خون را بهبود می‌بخشد و به سلامت قلب و عروق کمک می‌کند. آرامبخش است و رسوبات حاصل از مصرف نمک اضافی از بدن را دفع می‌کند. |
| زرشک معمولی                                                                                   | berberis vulgaris                                |       | میوه                                          | دمنوش میوه زرشک دارای مقدار زیادی ویتامین ث است. |
| زعفران                                                                                        | Crocus sativus                                   |       | انتهای خامه و کلاله گل                        | موجبات سهولت هضم غذا را موجب می‌سازد و از طرف دیگر به علت داشتن اسانس، اثر محرک بر روی سلسله اعصاب دارد. از نظر درمانی دارای اثر مسکن بر روی اعصاب سطحی بدن است. زعفران اثر مسکن سرفه در برونشیت (به التهاب نایژه‌ها در شُش گفته می‌شود) مزمن دارد و آن نیز به علت اثر بیحس‌کننده آن بر روی انتهای اعصاب حباب‌های ریوی است. از زعفران می‌توان جهت رفع بی‌خوابی‌هایی که منشأ تحریکات مغزی، حالات تشنجی و درد دندان استفاده به عمل آورد. |
| زنجبیل                                                                                        | Zingiber officinale                              |       | ریشه                                          | زنجبیل دارای اثر نیرودهنده، مقوی معده، بادشکن و ضد اسکوربوت است. |
| زوفا                                                                                          | Hyssopus officinalis                             |       | سرشاخه‌های گلدار گیاه                          | دارای اثر نیرودهنده، آرام‌کننده سرفه، خلط آور، کم و بیش مدر، مقوی معده و ضد کرم است. در بیماری‌های سینه، جهت رفع عوارض برونش‌ها، مخصوصاً آسم مرطوب، در افراد مسن دم کرده آن مخلوط با عسل مورد استفاده قرار می‌گیرد. مواقعی که التهاب مخاط‌های دستگاه تنفسی در بین باشد، بهتر است به این گیاه، مواد نرم‌کننده نظیر گل پنیرک، گل ختمی، و غیره اضافه شود تا موجبات ناراحتی فراهم نگردد. |
| زیره                                                                                          | Carum carvi                                      |       | دانه                                          | این گیاه از قدیم چه بخاطر عطر آن و چه بخاطر دارا بودن خاصیت هضم مورد توجه مردم بوده است. این گیاه فعالیت جهاز هاضمه را تحریک نموده، تشنجات عضلات صاف را کاهش داده از تشکیل گاز معده جلوگیری می‌کنند. این گیاه میکروارگانیسم‌های مضر را دفع نموده از ازدیاد انگل‌های روده جلوگیری می‌کند. مصرف بیش از حد زیره برای کبد و کلیه‌ها مضر است. |
| سپستان                                                                                        | Cordia myxa                                      |       | میوه، پوست و برگ                              | در ایران در سواحل جنوبی و جزایر جنوبی و جنوب کشور از خوزستان تا بلوچستان می‌روید. از سپستان به عنوان نرم‌کننده سینه در درمان سرفه وگرفتگی صدا، مقوی معده، مدر و خلط‌آور استفاده می‌شود و همچنین باعث کاهش فشار خون می‌شود. برگ سپستان دارای اثر قابض می‌باشد. |
| سنبل‌الطیب علف گربه والرین                                                                     | Valeriana officinalis                            |       | ریشه                                          | به عنوان «آرامبخش طبیعی» نیز شهرت دارد. چای آن بوی تند و به‌خصوصی دارد. تحریکات عصبی را کاهش می‌دهد. ناراحتی‌های قلبی را که ریشهٔ عصبی داشته و همچنین تشنجات را تسکین می‌دهد. از آن برای مداوای فشار عصبی، خستگی، کار فکری بیش از حد و بی‌خوابی مزمن استفاده می‌گردد. این ریشه علیه تهوع، گاز شکم و انگل‌های روده‌ای مؤثر است. مصرف زیاد سنبل الطیب، در کنار خاصیت آرام‌بخشی، می‌تواند باعث مسمومیت شود. مقدار زیاد این داروی گیاهی، علائمی مثل خستگی، احساس سبکی سر، گشاد شدن مردمک چشم و مسمومیت کبدی به دنبال دارد و مصرف آن همراه با داروهای سیستم عصبی مرکزی مثل ضدافسردگی‌ها، ضد اضطراب‌ها، آرام بخش‌ها، خواب‌آورها و آنتی هیستامین‌ها می‌تواند بسیار خطرناک باشد. مصرف فراورده‌های حاوی سنبل الطیب می‌تواند اثر درمانی وارفارین را خنثی نماید. در نتیجه از مصرف هم‌زمان آن‌ها خودداری شود. مصرف سنبل الطیب در جذب نمک‌های آهن تداخل ایجاد می‌نماید. در نتیجه رعایت حداقل زمان دو ساعت در مصرف آن‌ها ضروری می‌باشد.      |
| سنبل خطایی                                                                                    | Angelica archangelica                            |       | ریشه                                          | سنبل خطایی به عنوان آرام‌کننده سیستم اعصاب، میگرن، و ناراحتی‌های عصبی را کاهش داده تشنجات را تسکین می‌دهد. |
| سیاه‌گیله احتمالاً قره‌قات (در مورد یکی بودن این دو گیاه بین گیاهشناسان ایرانی توافق وجود ندارد) | Vaccinium arctostaphylos Vaccinium myrsinites    |       | برگ و میوه                                    | قند خون را پایین می‌آورد و به عنوان کمک در درمان دیابت و همچنین مداوای کاتاره‌های معده - روده‌ای یا ورم‌های مثانه استفاده می‌شود. |
| شاه‌تره (گیاه)                                                                                 | Fumaria officinalis                              |       | سرشاخه                                        | این گیاه بر روی عضلات صاف اثر می‌گذارد و حرکات دودی روده را شدت می‌بخشد به همین دلیل اشتهاآور است. از دیگر اثرات آن مدر و مسهل صفرا بودن آن است. این گیاه سمی است و مصرف آن به مقدار زیاد باعث فلج عضلات صاف و دستگاه تنفسی می‌شود. مصرف آن باید تحت نظر پزشک باشد. |
| شاه‌پسند                                                                                       | Verbena hastata همچنین گونه Verbena officinalis  |       | سرشاخه                                        | سربازان رومی شاخه‌های این گیاه را در توبره‌های خود همیشه به همراه داشتند و از آن برای مداوای زخم‌ها و تحریک جنسی استفاده می‌شده است. این گیاه برای تحریک اشتها و ترشح عصاره‌های معده و همچنین به عنوان قابض استفاده می‌شود. این گیاه محرک بسیار خوبی برای مبادلات متابولیکی داخلی است و همچنین علیه خستگی‌های عصبی، بی‌خوابی و میگرن مؤثر است. این گیاه همچنین مدر بسیار خوبی است و در صورت وجود ناراحتی‌های کلیوی یا کبدی مورد استفاده قرار می‌گیرد. این گیاه همچنین خلط‌آور است. |
| شبدر قرمز                                                                                     | Trifolium pratense                               |       | شکوفه                                         | این چای با دم کردن شکوفه‌های خشک شده گیاه بادوام شبدر قرمز آماده می‌شود. نوشیدن آن به آرام گرفتن در مقابل ناراحتی‌های حاصل از دوران یائسگی کمک می‌کند. اگر می‌خواهید خوابی خوش و فارغ از هرنوع استرس داشته باشید، چای شبدر قرمز بنوشید. همچنین نوشیدن آن به سلامت استخوان‌ها و بهبود کیفیت حافظه کمک می‌کند. |
| شنبلیله                                                                                       | Coriandrum sativum                               |       | تخم                                           | چای تخم شنبلیله در تسریع عمل گوارش مؤثر است. ضد نفخ بوده و باعث خارج شدن گازهای جمع شده در روده می‌شود. |
| شیرین‌بیان                                                                                     | Glycyrrhiza glabra                               |       | ریشه و جوانهٔ زیر خاک                          | شیرین بیان خواص خلط آور، ملین ضعیف و آرامبخش دارد. این گیاه علیه زخم‌های معده - روده‌ای استفاده می‌شود. |
| علف جاروب خلنگ                                                                                | calluna vulgaris                                 |       | گل و سرشاخهٔ گلدار                             | از نظر خواص دارویی دارای اثر ضد تورمی خصوصاً تورم مجاری ادرار، مدّر و آرامبخش است. در صورت ترکیب با دیگر گیاهان در درمان ناراحتی‌های کلیوی و هیپرتروفی پروستات (بزرگ شدن پروستات) نیز استفاده می‌گردد. |
| عُنّاب خرمای چینی                                                                               | Ziziphus zizyphus                                |       | گل و سرشاخهٔ گلدار                             | آرامش‌بخش و ضد بدخلقی است و در طب سنتی چین و کره از آن به عنوان دارویی که سبب کاهش اضطراب می‌شود و تقویت کننده معده و طحال و سیستم گوارشی است استفاده می‌کنند. عناب خون را تصفیه و سموم را از بدن دفع می‌کند، سبب روشنی پوست شده و از بروز مشکلات قلبی جلوگیری می‌نماید. |
| فَرَنجمُشک وارنگ‌بو                                                                               | Melissa officinalis                              |       | برگ                                           | در ایران تنها یک گونه علفی چند ساله معطر دارد که در رشت و اطراف آن رشد کرده و عموماً در طب سنتی از آن استفاده می‌شود. اسانس موجود در آن عطر خوشایند لیمو را از خود متصاعد می‌کند. از این گیاه برای تنظیم و مداوای ناراحتی‌های معده و برای تحریک ترشحات صفراوی استفاده می‌گردد. چای فرنجمشک با اینکه بوی خوش لیمو را داراست اما طعم آن ترش نبوده بلکه اندکی شیرین است و با انواع دیگر چای‌های گیاهی به‌خصوص نعناع و لیمو به خوبی ترکیب می‌شود. چای آن آرامبخش بوده و خستگی اعصاب و اضطراب را کاهش داده و باعث بهبود روحیه می‌شود. معرق بوده و نوشیدن آن در شروع سرماخوردگی توصیه می‌شود. |
| قاصدک                                                                                         | Taraxacum officinale                             |       | ریشه و برگ                                    | برگ آن به مانند چای و ریشهٔ آن بعد از تفت دادن و آسیاب کردن مصرف شده و طعم و رنگی به مانند قهوه دارد. اثر قوی ادرارآوری دارد. نمک‌های و آب اضافی بدن را دفع می‌کند به همین جهت به کسانی که تورم و فشار خون بالا دارند توصیه می‌شود. به‌طور کلی مصرف مدرها به همراه ادراد پتاسیم نیز از بدن دفع خواهد شد اما از آنجائیکه خود گیاه قاصدک از نظر داشتن پتاسیم غنی است از این نظر نیازی به نگرانی نیست. قاصدک حاوی مقادیر زیادی آهن است و برای جلوگیری از کم‌خونی مفید است. دیرباز برای درمان بیماری‌های کبدی بکار می‌رفته است. همچنین حاوی ویتامین آ و ویتامین سی است و در درمان جوش مؤثر است. در کسانی که انسداد صفراوی و انسداد روده دارند، منع مصرف دارد. |
| کاسنی                                                                                         | cichorium intybus                                |       | ریشه                                          | ریشهٔ نوع وحشی این گیاه جمع‌آوری می‌شود. خشک شدهٔ ریشهٔ آن دارای عطری شبیه به ادویه و طعمی تلخ است. مواد آن ترشح صفرا را بالا می‌برد و چون شیرهٔ معده را تحریک می‌کند باعث افزایش اشتها می‌شود. جوشاندهٔ آن مدر، ملین، و محرک است. از این جوشانده هنگام ابتلاء به بیماری کبدی، سنگ‌های صفراوی یا کلیوی و همچنین در درمان ورم‌های مجاری ادرار استفاده می‌شود. همچنین ماده اینولین داخل آن اثر مثبتی در مداوای دیابت دارد. |
| کنگر فرنگی آرتیشو                                                                             | Cynara scoolymus                                 |       | برگ                                           | کنگر فرنگی دارای اثر مدر، صفرا آور، پائین‌آورنده کلسترول خون و پائین‌آورندهٔ چربی خون بوده و در درمان علامتی برخی از بیماری‌های کبدی و اختلالات گوارشی (نظیر سوء هاضمه و تهوع) یا به منظور کاستن چربی و کلسترول خون مورد استفاده قرار می‌گیرد. از آن در اختلالات کبدی نظیر یبوست‌های ناشی از عدم دفع صفرا، وجود صفرا در خون، ورم روده، پیدایش تخمیرات و مسمومیت‌های ناشی از عدم دفع مواد از روده، قولنج‌های کبدی، سنگ‌های صفراوی استفاده به عمل می‌آید. در بیماری‌هایی نظیر آنژین، گریپ و تب‌های گرمسیری موجب دفع سموم از بدن بیمار از راه ادرار و بهبود بیماری می‌شود. کنگر فرنگی در رفع ورم حاد و مزمن کلیه و مسمومیت‌های ناشی از عدم دفع ادرار، خارش اطفال و غیره اثرات رضایتبخش دارد همچنین به عنوان مقوی معده، کم‌کنندهٔ قند خون و در دفع سنگ کلیه و مثانه کاربرد دارد. |
| گزنه دوپایه                                                                                   | Urtica dioica                                    |       | برگ تازه و ریشه و شیره حاصل از آن             | دانه گزنه دارای اثر مسهلی، قاعده‌آور و ضد کرم است و اگر بیش از ۱۵ گرم مصرف شود اثر مسهلی شدید ظاهر می‌کند و ممکن است خطرناک باشد. با مصرف گزنه تعداد گلبول‌های قرمز خون افزایش می‌یابد. شیره گیاه گزنه مقدار قند موجود در ادرار مبتلایان به بیماری قند را کاهش می‌دهد. گزنه در رفع اخلاط خونی، خون آمدن از بینی، خونروی در فواصل قاعدگی، استفراغ خونی و خونروی‌های مختلف بدون تردید اثر بندآورندهٔ خون دارد. عصاره ریشه گزنه بعضی حالات کلینیکی و هیپرتروفی غده پروستات را در صورتی که حالت خوش‌خیم داشته باشد بهبود می‌بخشد و اگر بیمار در مراحل اولیه بیماری باشد، از پیشرفت آن جلوگیری می‌کند. اگر گزنه به مقادیر نسبتاً زیاد مصرف شود، موجب قطع دفع ادرار خواهد شد. |
| گل ساعتی                                                                                      | Passiflora incarnata                             |       | برگ و دیگر قسمت‌های هوایی گیاه                 | این گیاه به حدی اثر آرام بخشی دارد که به نام «آرام بخش طبیعی» نیز شناخته می‌شود. در درمان بی خوابی ای که در اثر استرس به وجود می‌آید مؤثر است. در رفع سردرد و اسپاسم عضلانی عصبی بکار می‌رود. در کاهش فشار خون مؤثر است. در هنگام حاملگی و قبل از رانندگی کردن مصرف آن منع شده است. |
| گل گاوزبان ایرانی                                                                             | Echium amoenum                                   |       | گل                                            | گیاه گاوزبان عامل مؤثری علیه ناراحتی‌های مجاری تنفسی، سرفه، گرفتگی صداست. این گیاه بدن را تحریک کرده مبادلات سلولی را تنظیم و سیستم اعصاب را آرام می‌کند. گل گاوزبان فشارخون را افزایش می‌دهد و نباید مبتلایان فشارخون از آن استفاده کنند. اگر مبتلایان به فشارخون می‌خواهند گل گاوزبان مصرف کنند باید از مُصلِح آن یعنی لیمو هم استفاده کنند. به اغلب مبتلایان به فشارخون که دچار ناراحتی اعصاب می‌شوند توصیه می‌شود گل گاوزبان مصرف کنند درحالی که این بیماران با خوردن آن دچار عوارض می‌شوند. گل گاوزبان به علت داشتن آلکالوئید برای زنان حامله و شیرده مضر است. مصرف بیش از ۵ روز مداوم این گیاه ممکن است باعث عادت شود؛ بنابراین پس از ۵ روز استفاده از آن در صورت نیاز، ۳ روز فاصله انداخته شده و سپس دوباره مصرف شود. |
| گل ماهور                                                                                      | Verbascum thapsus                                |       | گل                                            | گلبرگ‌های ماهور در هنگام جمع‌آوری نباید پلاسیده شوند و باید به سرعت آن‌ها را در خشک کن خشک کرد. این گل اثر خلط‌آور دارد و همچنین مدر ضعیفی است. این گل‌ها همچنین آرامبخش هستند. |
| گل همیشه‌بهار                                                                                  | Calendula officinalis                            |       | گل                                            | برطرف‌کننده تب و معرق است نوشیدن چای آن در شروع سرماخوردگی توصیه می‌شود. تسکین دهنده دردهای قاعدگی و درد ناشی از زخم است. در درمان رکود کار کبد بکار می‌رود. |
| گندنای کوهی                                                                                   | Marrubium vulgare                                |       | سرشاخه‌ها                                      | از این گیاه علیهٔ سرفه، زکام و آسم به شکل دم کرده‌استفاده می‌کنند. این دم کرده خلط‌آور و آرام‌کننده است و اشتها و ترشحات دستگاه گوارش را تحریک می‌کند. این گیاه همچنین فعالیت کبد و ترشح صفرا را تحریک می‌کند. همچنین در تنظیم ضربان قلب مؤثر است و عادت ماهانهٔ دردناک را تسکین می‌دهد. |
| گیلاس سیاه                                                                                    | Prunus serotina                                  |       | برگ، دم گیلاس و میوه                          | برای مصارف دارویی از دُم میوه‌های رسیده که در شریط مناسب خشک شده‌اند استفاده می‌شود. برای درمان برونشیت و اسهال، دم کرده‌هایی از آن تهیه می‌شود. دم گیلاس‌ها مدر هستند. برگ‌های درخت گیلاس همان اثرات را دارند و علاوه بر دفع گاز شکم ضد کم‌خونی هم هستند. |
| مرزنگوش مرزنجوش ریحان داوود                                                                   | Origanum majorana                                |       | برگ                                           | اثر آرام‌کننده، نیرودهنده، مدر، معرق و مقوی معده مانندِ سایر گیاهان تیره نعناع است. |
| مرزه                                                                                          | Satureja hortensis                               |       | سرشاخه گلدار و قسمت‌های هوایی گیاه در هنگام گل | نیرودهنده، تسهیل‌کننده عمل هضم، مقوی معده، مدر، بادشکن و به‌طور خفیف اثر قابض، ضد زکام، رفع اسهال و کرم دارد. از مرزه می‌توان مانند انواع دارویی آویشن در رفع ضعف و حالت چندزدگی معده استفاده کرد به‌علاوه آن را در سوء هضم‌ها، زردی، حالت بحرانی آسم، تخمیرات روده و نفخ بکار برد. |
| مریم‌گلی سالویا                                                                                | Salvia officinalis                               |       | برگ و سرشاخهٔ گلدار                            | مصرف آن در موارد تأخیر قاعدگی در زنان و تسکین درد در زمان قاعدگی مؤثر است. |
| میخک صدپر                                                                                     | Syzygium aromaticum                              |       | غنچه                                          | چای آن طعم ادویه داشته به طعم دارو شباهت دارد بنابراین بهتر است با انواع دیگر چای ترکیب شود. خاصیت شدید جلوگیری از تهوع دارد. همچنین ضد میکروب و ضد درد بوده و در هنگام دندان درد استفاده می‌شود. |
| میوه گل رز رز هیپ                                                                             | Rose hip                                         |       | میوه                                          | برای تهیه چای میوه گل رز از نوع رز اگلندتریا یا رز روگوزا یا غیره استفاده می‌شود اما متداول‌ترین نوع رز برای تهیه چای میوه گل رز نسترن است. میوه گل رز حاوی مقادیر زیادی ویتامین و عنصر غذایی است که مهم‌ترین آن ویتامین سی است. میوه گل رز ۲۰ برابر لیمو ویتامین سی دارد. قبل از ریختن در آب جوش برای بیرون آمدن عصاره آن بهتر است با قاشق له شود. |
| نارنج چای بهارنارنج (گل نارنج)                                                                | Citrus aurantium                                 |       | برگ، پوست و گل                                | برگ آن هضم‌کننده، ضد اسپاسم، ضد تشنج و آرام‌کننده است. پوست میوهٔ نارنج هضم‌کننده و مقوی معده، قابض پوست و جمع‌کننده منافذ آن و ضد انگل است. گل نارنج آرام‌کننده و ضد تشنج، مسکن و ضد اسپاسم به‌شمار می‌رود. |
| نعناع                                                                                         | Mentha spicata مترادف Mentha viridis             |       | برگ                                           | این گیاه غالباً پرورش می‌یابد. نیرودهنده، مقوی معده و بادشکن است. باعث برطرف شدن خواب آلودگی و بالا رفتن قدرت تمرکز است. یکی از محبوبترین انواع چای در اروپا به‌شمار می‌آید. |
| نعناع فلفلی                                                                                   | Mentha × piperita                                |       | برگ                                           | نعناع فلفلی ترشح شیرهٔ معده را تحریک می‌کند، گاز شکم و اسهال را کاهش می‌دهد، در ضمن تحریکات و تشنجات جهاز هاضمه را تسکین داده ترشح صفرا را نیز تحریک می‌کند. این گیاه مسهل صفرای بسیار خوبی بوده، آرامبخش، بادشکن و مقوی معده است. |
| نعناع گربه‌ای                                                                                  | Nepeta cataria                                   |       | برگ                                           | بوی گیاه آن مطبوع گربه است و به همین خاطر گربه بطرف آن کشیده شده کاشت آن از ازدیاد موش‌ها در محیط اطراف گیاه می‌کاهد. چای آن از دیرباز در روم باستان نوشیده می‌شده است و در برخی از نواحی کشور چین بقدری محبوب است که به‌طور معمول روزانه نوشیده می‌شود. معرق بوده و در درمان تب تأثیر دارد. ضد درد و مقوی معده بوده و از گلودرد می‌کاهد. نوشیدن آن هنگام سرماخوردگی توصیه می‌شود. |
| نمدار چای زیرفون نام گونه نمدار برگ‌درشت                                                       | Tilia × europaea Tilia platyphyllos (نام گونه‌ها) |       | برگ                                           | گل‌های کوچکی به رنگ زرد مایل به سبز دارد که در اوایل تابستان شکوفا می‌شود تنها از گل و برگ‌های نزدیک به گل برای تهیه چای استفاده می‌شود. یه علت داشتن خاصیت تسریع‌کنندگی هضم بیشتر بعد از غذا مصرف می‌شود. چای آن آرام‌بخش بوده و در بهبود بی‌خوابی تأثیر دارد. نوشیدن آن به افراد عصبی و عصبانی توصیه می‌شود. در اروپا این رسم وجود دارد که این چای به کودکانی که بیش از حد پرتحرک بوده و به حرف والدین گوش نمی‌دهند نوشانده می‌شود. به علت دارا بودن زردینه (رنگیزه) موجب جلوگیری از فشارخون، تصلب شرائین و سکته قلبی است. معرق است و نوشیدن آن برای شروع سرماخوردگی و آنفلوآنزا توصیه می‌شود. شاخه‌های ریز و کوچک درخت نیز ممکن است برای تهیهٔ چای بکار رود که به علت نداشتن عطر همراه با دیگر گیاهان دارویی به عنوان چای مخلوط بکار می‌رود. چایی که با استفاده از شاخه‌های کوچک تهیه می‌شود در بهبود عملکرد کلیه تأثیر دارد. از آنجائیکه باعث افزایش ادرار و کاهش کلسترول می‌شود، این چای در رژیم غذایی اثربخش است. |
| نیلوفر آبی سفید                                                                               | Nymphaea alba                                    |       | ریزوم                                         | مواد مؤثر موجود در آن ضربان قلب و تحریکات جنسی را کاهش می‌دهد. |
| هل                                                                                            | Elettaria cardamomum                             |       | دانه                                          | چای آن در تسریع گوارش و از بین بردن سوزش و احساس سنگینی در معده مؤثر است. قبل از دم کردن بهتر است پوست هل تا حدی که دانهٔ درونی آن دیده شود بریده شود تا عصاره آن راحت‌تر بیرون بیاید. هل برای مخلوط کردن با انواع چای مناسب است. برای نمونه در هند برای درست کردن چای مصالح به چای سیاه، هل و دیگر گیاهان دارویی و شیر افزوده می‌شود. |
| یونجه                                                                                         | Medicago sativa                                  |       | برگ                                           | یونجه بخاطر خواص معدنی‌سازی مفیدش برای رفع مشکلات ناخن‌های ترد و شکننده و موهای دو تا چند شاخه و شکنندگی مو مورد استفاده قرار می‌گیرد. یونجه تمام ویتامین‌های شناخته شده شامل ویتامین کا لازم برای ترکیب عواملِ انعقاد خون را مهیا و تجهیز می‌کند. به همین دلیل یونجه در مورد کم‌خونی توصیه می‌شود. همچنین حضور استروژن یا ورتاک زای گیاهی، که دارای خاصیت دوبلِ هورمونی و معدنی‌سازی مجدد است در آن مشاهده می‌شود، همان که اجازهٔ توصیه استفاده از یونجه را علیه اختلالات یائسگی و پوکی استخوان می‌دهد. |
| یاس سفید و یاس رازقی (مترادف:یاس عربی)                                                        | Jasminum sambac و Jasminum officinale _(دو گونه) |       | گل                                            | آرامبخش و ضد افسردگی است. باید توجه داشت که گونهٔ دیگری از یاس به نام یاسمن زرد به شدت سمی است و نباید استفاده شود. |

## انواع عمده در کشورهای دیگر
| نام به فارسی                                    | نام علمی                                                    | تصویر | قسمت مورد استفاده   | توضیح |
| ----------------------------------------------- | ----------------------------------------------------------- | ----- | ------------------- | --- |
| آب‌قاشقی                                         | Centella asiatica                                           |       | برگ                 | رایج در کشور تایلند و شرق آسیا. این گیاه از دیرباز در کشور چین استفاده می‌شده است. امروزه در کشورهای غربی بخاطر اثرات آرامبخشی و بالا بردن قدرت تمرکز مورد توجه قرار گرفته است. آب قاشقی باعث بهبود جریان خون شده و جهت درمان فشارخون و بیماری کبد بکار برده می‌شود. |
| اوکالیپتوس اکالیپتوس                            | Eucalyptus globulus                                         |       | برگ                 | گیاه بومی شرق استرالیا و تاسمانی است. در ایران در اطراف دریای خزر و خوزستان کاشت شده است. ضد التهاب بوده باعث کم شدن علائم حساسیت فصلی می‌شود. ضد باکتری و ویروس بوده در بهبود برونشیت، گلو درد، آبریزش بینی و دیگر اختلالاتی که در دستگاه تنفسی به علت آنفلوآنزا و سرماخوردگی به وجود می‌آید، تأثیر دارد. گردش خون را بهبود بخشیده باعث رفع گرفتگی عضلات گردن و شانه می‌شود. |
| بابا آدم                                        | Arctium lappa                                               |       | ریشه                | ریشه باید هنگامی که گیاه یکساله است و قبل از آن که گل دهد در فصل زمستان جمع‌آوری شود. از این گیاه به عنوان داروی کمکی در درمان بیماری دیابت نیز استفاده می‌شود. این گیاه اثر مدّر و معرّق نیز دارد. اثرات ریشه باباآدم به پنی سیلین شباهت دارد. خواص ضد باکتری و ضد قارچ دارد. در زدودن اختلالات پوست چرب و جلوگیری از پیدایش جوش توصیه می‌شود. همچنین ریشه بابا آدم جهت پاک کردن خون از سموم توسط تعرق بدن، پیشگیری از آنفلوآنزا و سرماخوردگی نیز کاربرد دارد. |
| بلوبری اروپایی                                  | Vaccinium myrtillus                                         |       | برگ                 | در غالب نواحی اروپا به‌خصوص در مناطق کوهستانی آن و در آسیای صغیر، قفقاز، سیبری همچنین در آمریکای شمالی می‌روید. در ایران این گیاه یافت نمی‌شود. برگ آن دارای اثر مقوی، ضدعفونی‌کننده و رفع اسهال است و از آن برای رفع سرفه، رفع تهوع احساس چنگ زدگی در معده، بی‌اختیاری دفع ادرار در اطفال، اسهال‌های ساده مزمن، بیماری قند و بیماری‌های پوستی دیر علاج استفاده می‌شود و چون اثر مدر و ضدعفونی‌کننده نیز دارد، برای زیاد کردن ترشح ادرار و ضدعفونی کردن مجاری دستگاه دفع ادرار مورد استفاده قرار می‌گیرد. |
| بولدو                                           | Peumus boldus                                               |       | برگ                 | رایج در آمریکای جنوبی. محرک و تقویت‌کننده اعمال هضم است. به‌علاوه بر روی سلول‌های کبدی تأثیر کرده باعث افزایش ترشحات صفرا و دفع اوره می‌گردد. بولدو خواب‌آور نیز می‌باشد. |
| پاپایا درخت خربزه انبهٔ هندی                     | carica papaya                                               |       | برگ                 | به علت اینکه خاصیت تسریع‌کنندگی هضم غذا را دارد بهتر است بعد از غذا صرف شود. |
| پوست مرکبات یا پوست نارنج                       | گونهٔ نمونه Citrus aurantium                                 |       | پوست                | مرکبات هم دارای طعم شیرین و هم غیرشیرین است. پوست مرکبات غیرشیرین برای نمونه نارنج، از نظر داشتن خواص دارویی ارزش بیشتری از نوع شیرین مرکبات دارد. دمنوش پوست مرکبات اثر آرامبخشی قوی دارد و در رفع بی خوابی مؤثر است. پوست مرکبات در درست کردن چای‌های ترکیبی گیاهی بسیار کاربرد دارد. در تسهیل عمل هضم و بهبود عملکرد معده تأثیر داشته، در رفع اسهال بکار می‌رود. در بهبود سندرم روده تحریک‌پذیر تأثیر دارد. |
| جینسنگ آسیایی (جینسنگ چینی)                     | Panax ginsing                                               |       | ریشه                | جینسنگ نامی عمومی برای هر یک از ۱۱ گونه گیاهان همیشه سبز، از سردهٔ پاناکس از تیره یا خانوادهٔ عشقه‌ایان است. گونهٔ جینسنگ آسیایی در کشور کره و چین رایج است. این گیاه خواص زیادی دارد که عمدتاً مربوط به یکسری از ترکیبات آن به نام «جینسنوزید» هاست. این ترکیبات شبیه استروئیدهای بدن هستند که موجب سازگاری بیشتر بدن می‌شوند و اثرات استرس را در بدن متعادل کرده و با آن مقابله می‌کنند. جینسنوزیدها موجب افزایش فعالیت واسطه‌های شیمیایی در مغز و بهبود حافظه و افزایش قابلیت تمرکز می‌شود. موجب افزایش قدرت جسمانی و بهبود عملکرد بدن می‌شود. در دیابت نوع ۲ می‌تواند موجب کاهش قندخون شود. باعث بالا رفتن سطح استروژن در زنان و بهبود علائم یائسگی می‌گردند. موجب افزایش قدرت سیستم ایمنی بدن و در نتیجه استفاده از آن در عفونت‌ها می‌شود. اثرات رقیق‌کننده خون دارد. این گیاه خاصیت آنتی‌اکسیدانی (موادی هستند که از تشکیل رادیکال‌های آزاد در سلولها جلوگیری می‌کنند. آنتی‌اکسیدان‌ها نقش مهمی در پیشگیری از سرطان دارند) دارد که موجب استفاده از آن در سرطان‌ها می‌شود. باعث تنظیم ضربان قلب و کاهش فشارخون می‌شود. هم چنین خواص بی‌شمار دیگری برای آن ذکر شده که خیلی از آن‌ها به‌طور کامل به اثبات نرسیده است. |
| جینسنگ آمریکایی                                 | Panax quinquefolius                                         |       | ریشه                | تب بر است. برای از بین بردن خستگی چشم بعد از استفاده طولانی مدت از کامپیوتر مناسب است. برای کم کردن استرس و اضطراب مفید است. |
| تمشک قرمز                                       | Rubus idaeus                                                |       | برگ                 | تقریباً دو ماه مانده به زمان زایمان نوشیدن چای برگ رزبری قرمز برای تقویت عضلات رحم و لگن خاصره توصیه می‌شود. بعد از زایمان باعث جمع شدن رحم شده و همچنین در افزایش ترشح شیر مادر مؤثر است. به علت خاصیت جمع‌کنندگی رحم در اوایل حاملگی نوشیدن آن منع شده است. در دوران حاملگی باید در مورد نوشیدن آن با پزشک مشورت شود. |
| رویبوس                                          | Aspalathus linearis                                         |       | برگ                 | نام یک گیاه از تیره یا خانواده باقلاییان و منحصراً بومی آفریقای جنوبی است. یکی از محبوب‌ترین دم‌نوش‌ها در سرتاسر جهان به‌شمار می‌رود. این چای سرشار از انواع ویتامین‌ها، آنتی‌اکسیدان‌ها و مواد معدنی است. باعث تسریع سوخت و ساز بدن شده در بهبود یبوست تأثیر دارد. خواص ضد آلرژی دارد و در بهبود علائم حساسیت فصلی و دیگر انواع آلرژی مؤثر است. |
| زالزالک خارتیز                                  | Crataegus oxyacantha                                        |       | میوه                | بومی اروپا است. برای تنظیم فشار خون، بهبود عضلات قلب، حاوی ویتامین ث، مینرال، تسریع عمل گوارش و بهبود بی‌خوابی مصرف می‌شود. |
| ساسافراس                                        | Sassafras                                                   |       | چوب ریشه و اسانس آن | بومی آمریکای شمالی، کانادا تا فلوریدا است. این گیاه در ایران نمی‌روید. اثر معرق و بادشکن دارد. پزشکان آمریکایی چوب آن را در درمان بیماری‌های جلدی، رماتیسم و عوارض سیفلیس‌های کهنه و مزمن مورد استفاده درمانی قرار می‌داده‌اند. همچنین برای آن اثر تصفیه‌کننده خون و رفع نقرس نیز قائل هستند. |
| سرخارگل سرخار گل سر خار گل (سه گونه) یا اکیناسه | Echinacea purpurea Echinacea pallida Echinacea angustifolia |       | ریشه                | بومی آمریکای شمالی. عملکرد سیستم ایمنی بدن را بهبود می‌بخشد. چای آن طعم خاصی ندارد. خاصیت ضد ویروسی و ضد میکروبی قوی دارد. بهبود سرماخوردگی و آنفلوآنزا را تسریع می‌کند. این چای به نام «چای سرخ پوستان» نیز شهرت دارد. |
| سویا                                            | Glycine max                                                 |       | دانه                | مصرف آن برای مبتلایان به دیابت توصیه می‌شود. کلسترول خون را پایین می‌آورد. خون را به صورت سیال‌تری درآورده خطر آنفارکتوس را کاهش می‌دهد. |
| شیرین‌برگ استویا                                 | Stevia rebaudiana                                           |       | برگ                 | یکی از گیاهان مؤثر جهت رژیم لاغری به‌شمار می‌آید. میزان شیرینی این گیاه ۲۰۰ برابر شکر بوده، در حالیکه میزان کالری آن صفر است. این چای برای کسانی که عادت به خوردن اسنک دارند به عنوان جایگزینی برای شیرینی‌جات توصیه می‌شود. |
| صبر زرد طبی آلوئه‌ورا                            | Aloe vera                                                   |       | برگ                 | در اصل بومی آفریقا است ولی امروزه در بیشتر نقاط جهان کاشت می‌شود. ماده ژله مانندی بی‌رنگی که از برگ به دست می‌آید اثر ملینی قوی دارد و برای درمان یبوست استفاده می‌شود اما به علت تحریک اندام‌های داخلی بدن توصیه می‌شود که به مدت طولانی استفاده نشود. |
| علف لیمو                                        | Cymbopogon citratus                                         |       | برگ و ساقه          | بومی آسیای جنوب شرقی و کشورهایی نظیر هند، سریلانکا، تایلند و هندوچین است. چایی محبوب در سرتاسر جهان است. بسیار خوش طعم بوده و برای ترکیب با دیگر انواع چای گیاهی مناسب است. بدن را در مقابل حمله ویروس‌ها حفظ می‌کند و در بهبود اسهال، شکم درد، سردرد، تب و آنفلوآنزا تأثیر دارد. عمل گوارش را تسریع کرده و موجب دفع گازهای جمع شده در شکم می‌شود. بهتر است در دوران حاملگی از نوشیدن چای آن پرهیز شود. |
| کاوا کاوا-کاوا                                  | Piper methysticum                                           |       | برگ                 | علائم متوسط یا شدید اضطراب را کاهش می‌دهد. |
| کهن‌دار جینکو                                    | ginkgo biloba                                               |       | برگ                 | بومی کشور چین است. از چند هزار سال پیش در چین برای درمان سرفه بکار برده می‌شود. در بهبود آلرژی بکار می‌رود. فعال‌کننده گردش خون در شرائین است به همین سبب در بهبود گرفتگی عضلات گردن و شانه، حساسیت به سرما و واریس تأثیر دارد. جریان خون را به مغز افزایش می‌دهد و در نتیجه قدرت تمرکز و حافظه بهبود می‌یابد. امروزه اثر آن در رابطه با آلزایمر تحت بررسی قرار دارد. |
| گل داودی داودی ایندیسوم (دو گونه)               | Chrysanthemum morifolium و Chrysanthemum indicum            |       | گل                  | چای گل داودی در کشور چین رایج است و یکی از انواع چای گل به‌شمار می‌آید. آرامبخش و بر طرف‌کنندهٔ خستگی چشم بوده همچنین تب و سردرد ناشی از سرماخوردگی را کاهش می‌دهد. |
| گل عینک چشمک                                    | Euphrasia rostkoviana                                       |       | برگ                 | از قرون وسطی تا بحال به عنوان داروی مؤثر در ناراحتی‌های چشم بکار برده می‌شود. برای رفع خستگی چشم و رفع خارش چشم که در اثر سرماخوردگی و آنفلوآنزا به وجود می‌آید و همچنین بهبود آبریزش بینی و تخفیف حساسیت فصلی مؤثر است. |
| گل گاوزبان اروپایی                              | Borago officinalis                                          |       | برگ                 | برگ‌های جوان این گیاه از نظر داشتن کلسیم و پتاسیم غنی بوده و مدر است. |
| گیمنما                                          | Gymnema sylvestre                                           |       | برگ                 | بومی مناطق مرکزی و غرب هند، نواحی استوایی آفریقا و همچنین استرالیا محسوب می‌شود. موجب کاهش قند خون و کنترل بیماری قند و چاقی می‌شود. |
| نخلک اره‌ای                                      | Serenoa repens                                              |       | میوه                | بومی آمریکای شمالی است. به تازگی نخلک اره‌ای به علت بهبود تکرر ادرار در هایپرپلازی خوش‌خیم پروستات (BPH) مورد توجه قرار گرفته است. همچنین امید می‌رود که در پیشگیری از این بیماری تأثیر داشته باشد. |
| ماته چای پاراگوئه                               | ilex paraguariensis                                         |       | برگ                 | گیاهی است بومی آمریکای جنوبی. از نظر داشتن ویتامین، آهن و کلسیم غنی است و به همین جهت نوشیدن چای آن می‌تواند برای زیبایی پوست مفید باشد. به نام «سالاد نوشیدنی» نیز شهرت دارد. باعث کم شدن اشتها شده و برای کسانی که مایل به لاغر شدن هستند می‌تواند مفید واقع شود. |
| یام وحشی                                        | Dioscorea villosa                                           |       | ریشه                | گیاه بومی مکزیک و شرق آمریکای شمالی. از نظر تغذیه مقوی بوده و جهت از بین بردن خستگی ناشی از کار شدید مفید است. در کم کردن التهاب و درد ناشی از رماتیسم مؤثر است. |

## دم‌نوش‌های ترکیبی

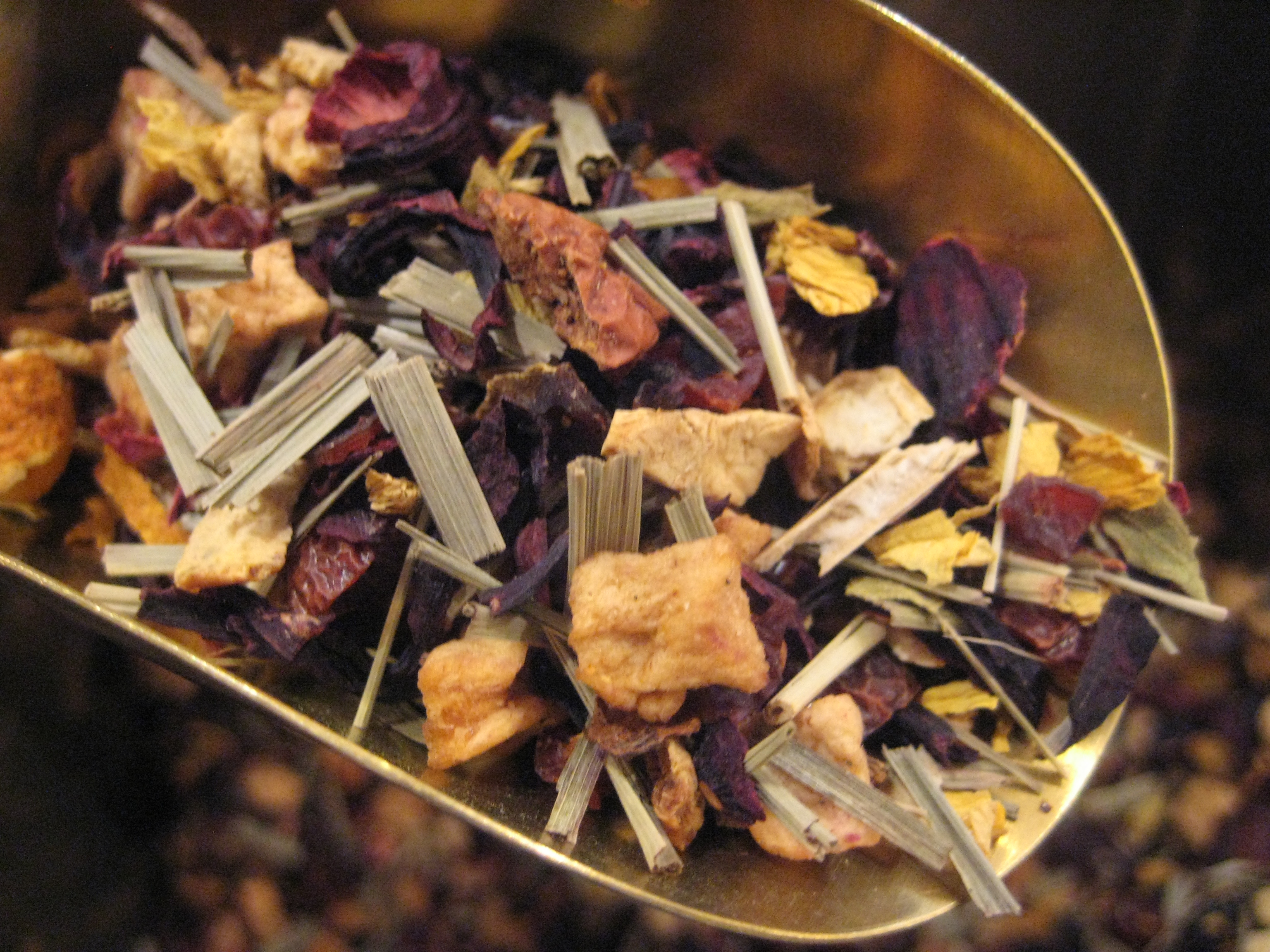
دم‌نوش مخلوط حاوی: سیب، میوه گل رز، خلال پرتقال، پاپایا، نعنای فلفلی، ریشه شیرین‌بیان، علف لیمو، دارچین، انگورفرنگی سیاه، رز و گل پنیرکیان

در دم‌نوش‌های ترکیبی معمولاً چند گیاه جهت یک رسیدن یک منظور و هدف با هم ترکیب می‌شوند، برای مثال گروهی از دم‌نوش‌های ترکیبی انرژی‌زا هستند و بعضی دیگر کم‌کنندهٔ فشارخون و گروهی دیگر آرام‌بخش هستند که برخلاف انرژی‌زاها که ضربان قلب و انرژی را افزایش می‌دهند به آرامش و تنش‌زدایی از بدن کمک می‌کنند.
برخی از گیاهان دارویی از قدیم با هم مخلوط می‌شدند. این مخلوط می‌تواند اثرات تقویت‌کننده داشته باشد ضمن اینکه مخلوط کردن، سبب می‌شود برخی عوارض جانبی نیز کم یا حذف شود اما مخلوط کردن خودسرانه و بدون مطالعه، ممکن است باعث تداخل گیاهان دارویی شده و عوارض جانبی این گیاهان را افزوده یا حتی مخلوط کردن آن‌ها سبب از بین رفتن برخی خواص یا ایجاد یک سمیت جزئی یا شدید شود. نمونهٔ اثرات تقویت‌کننده دو گیاه دارویی مخلوط بابونه آلمانی و گل ساعتی است. بابونه آلمانی ضد التهاب، مسکن، معرق و آرامبخش است همچنین گل ساعتی خواص آرامبخشی دارد. ترکیب این دو خواص آرامبخشی را افزایش داده در بهبود بی خوابی مؤثر است. نمونهٔ دیگر چای ترش حاوی اسید سیتریک بوده میوه گل رز مقادیر زیادی ویتامین ث دارد ترکیب این دو در دمنوش باعث تسریع و جذب بهتر ویتامین ث توسط عمل اسید سیتریک خواهد شد.